# Valérian et Laureline
Vous lisez un « article de qualité » labellisé en 2009.

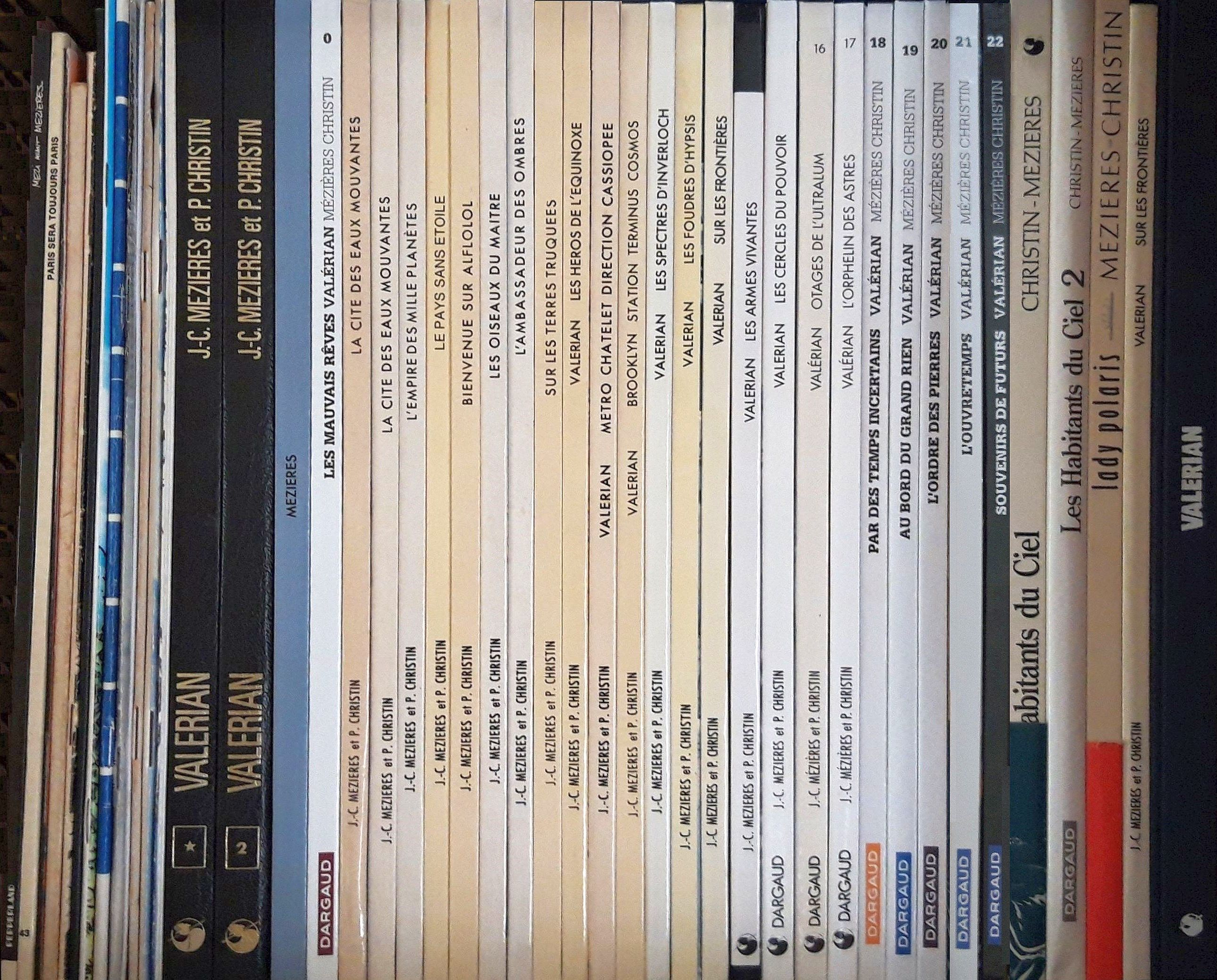
Série Valérian et Laureline, par Mézières et Christin.

Valérian, agent spatio-temporel est une série de bandes dessinées de science-fiction réalisée par le scénariste Pierre Christin, le dessinateur Jean-Claude Mézières et la coloriste Évelyne Tranlé. Elle est publiée pour la première fois en 1967 dans Pilote et éditée en album chez Dargaud à partir de 1970. Pour le quarantième anniversaire de sa création, en 2007, la série est rebaptisée Valérian et Laureline.
Valérian et sa compagne Laureline sont des agents du Service spatio-temporel (SST) de Galaxity, une mégapole terrienne et la capitale au XXVIIIe siècle d'un empire galactique. La Terre est devenue, à la suite d'un âge noir, l'une des grandes puissances cosmiques. Les agents du SST se déplacent dans le temps et dans l'espace pour préserver les intérêts de Galaxity. Les règles du SST leur interdisent de modifier les événements du passé. Valérian et Laureline explorent de nouvelles planètes (Les Oiseaux du Maître), participent à des expériences historiques (Sur les terres truquées), aident des peuples inconnus (Bienvenue sur Alflolol), règlent des conflits planétaires (Le Pays sans étoile), représentent Galaxity (L'Ambassadeur des Ombres), etc. Ils n'interviennent pas pour prévenir l’explosion nucléaire de 1986 qui transforme l’aspect et l’organisation de la Terre. Mais c’est l'avenir de Galaxity qu’ils réécrivent en aidant le superintendant du SST à empêcher ultérieurement ce cataclysme. Hélas, dans cette manipulation temporelle à hauts risques, ils annulent aussi le futur de leur planète. Dans la dernière tétralogie de la série, Valérian et Laureline partent en quête de la Terre pour lui assurer un nouvel avenir.
D'après Stan Barets en introduction de l’Intégrale no 1, la série Valérian et Laureline est « à la fois un classique du 9e art et un chef-d'œuvre de la science-fiction » vendu à plus de 2 500 000 exemplaires. Elle ajoute une dimension particulière au genre codifié du space opera, ouvrant ainsi la porte à toutes les séries actuelles de science-fiction, d'anticipation et d’heroic fantasy. Pour lui, Valérian et Laureline « c'est l'archétype originel d'où tout procède ».
Après plusieurs essais personnels de Mézières et Christin, la bande dessinée est librement adaptée sous la forme d'une série d'animation franco-japonaise, Valérian et Laureline. En France, elle est présentée pour la première fois le 7 novembre 2007 sur la chaîne thématique Canal+ Family, puis rediffusée à partir de septembre 2009 sur la chaîne Game One. Une adaptation cinématographique réalisée par Luc Besson, Valérian et la Cité des mille planètes, est sortie en juillet 2017.

## Origine

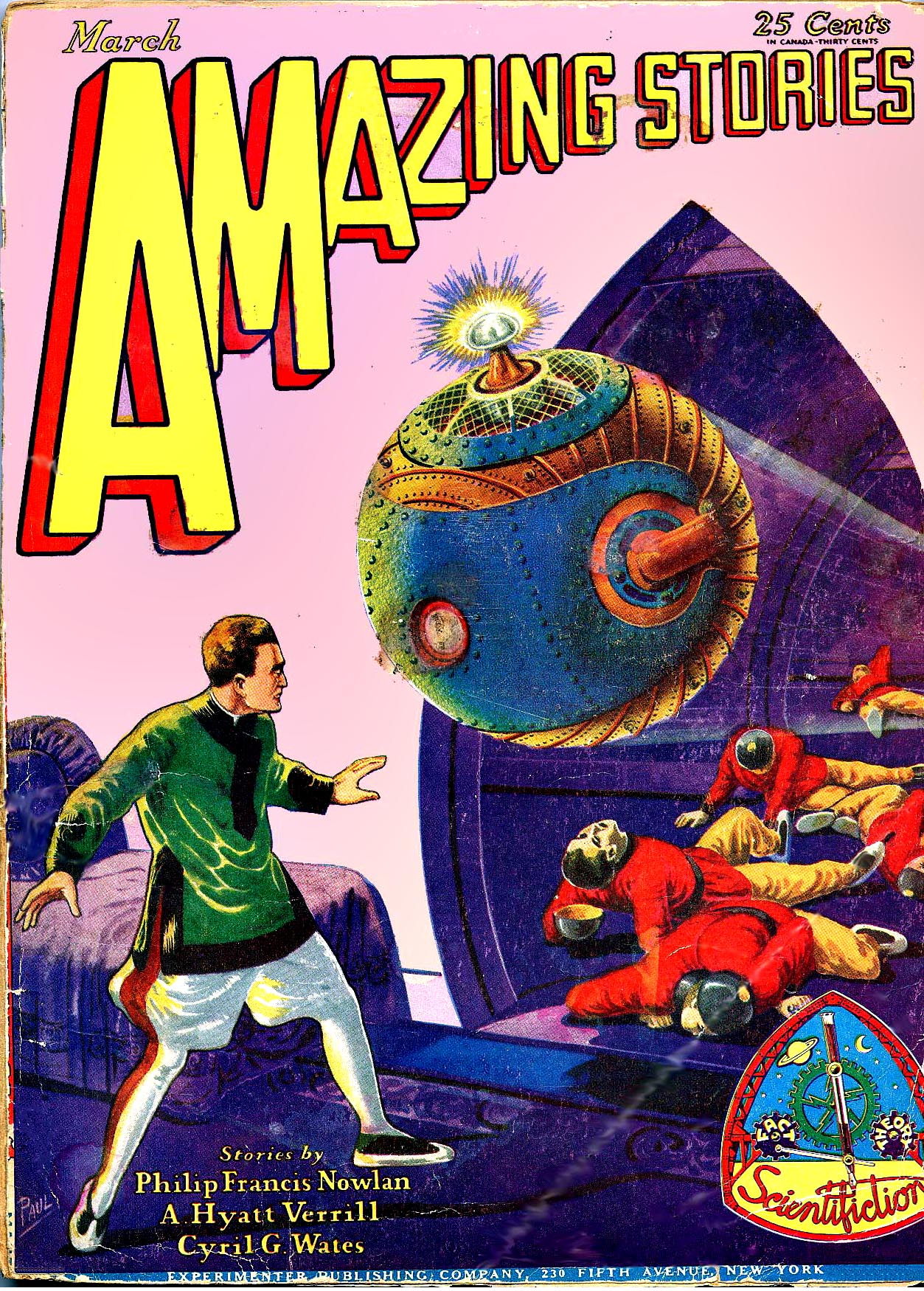
Buck Rogers en couverture du magazine Amazing Stories, août 1928.

À la fin des années 1960, époque de la première publication de Valérian et Laureline, les séries de science-fiction sont encore peu nombreuses. Y figurent de rares précurseurs d'avant-guerre :
- les Américains Dick Calkins et Phil Nowlan avec Buck Rogers (1929)[2], Clarence Gray et William Ritt avec Brick Bradford / Luc Bradefer (1933)[3] et Alex Raymond avec Flash Gordon / Guy l'Éclair (1934)[4] ;
- et les Français René Pellos et Martial Cendres avec Futuropolis (1937)[5].

Viennent ensuite à partir de 1945 en France :
- Raymond Poïvet et Roger Lécureux avec Les Pionniers de l'Espérance (1945)[6] ; Roger Chevalier, sous le nom de Kline, avec Kaza le Martien[N 1] (1946)[7] ; Jean-Claude Forest avec Barbarella[N 2] (1962)[8], puis Les Naufragés du temps[N 3] (1964)[9] dessinés par Paul Gillon ; ou encore Philippe Druillet avec Lone Sloane (1966)[10].

Lors de la création en 1959 du journal Pilote, sa rédaction essaye de couvrir l’ensemble des genres de la bande dessinée. Elle compte ainsi faire face aux magazines concurrents : principalement (par ordre alphabétique et non d’importance) Le Journal de Mickey, Spirou, Le Journal de Tintin et Vaillant. Ainsi avec un sommaire très éclectique, le numéro 1 du 29 octobre 1959 comporte entre autres : Astérix ; Les Aventures de Michel Tanguy ; Le Démon des Caraïbes ; Le Scout Jacques Le Gall ; sans oublier Le Petit Nicolas ; puis plus tard : Bob Morane (1962) ou Fort Navajo (1963). Alors que René Goscinny, rédacteur en chef, recherche du sang neuf pour Pilote, Greg, rédacteur en chef de Tintin mais aussi collaborateur à Pilote, scénarise et fait paraître en janvier 1967 une histoire de science-fiction, Luc Orient, dessinée par Eddy Paape.
Après leurs premières collaborations à Pilote, Jean-Claude Mézières et Pierre Christin cherchent le sujet d'une histoire à suivre. Mézières était attiré par le genre western, après avoir lui-même mené la vie d'un cow-boy aux États-Unis. Mais ce genre était déjà représenté, dans Pilote par Jean Giraud avec Blueberry, dans Spirou par Morris avec Lucky Luke et par Jijé avec Jerry Spring et dans Tintin par Tibet avec Chick Bill. Après avoir pensé à une histoire médiévale, puis se déroulant au XIXe siècle dans la veine d'Arsène Lupin ou « un peu fantastique genre Sherlock Holmes », les deux auteurs se décident pour une série de science-fiction, un genre littéraire qu'ils apprécient, étant tous deux lecteurs de revues comme Fiction ou Galaxy Science Fiction,.
Christin est un bon connaisseur de John Wyndham, A. E. van Vogt, Isaac Asimov, Poul Anderson, Jack Vance, Dan Simmons, Ray Bradbury, René Barjavel ou Theodore Sturgeon. Dans « science-fiction », il préfère le mot fiction à celui de science et déclare ne pas aimer la science-fiction scientifique en provenance de l'Est, mais apprécier plutôt la notion de « logique-fiction ».
Mézières est un lecteur moins assidu du genre, mais il en a lu tous les grands classiques, comme Isaac Asimov, A. E. van Vogt, Philip K. Dick ou Jack Vance. Les planches de Valérian ne sont pas les premières pages de science-fiction dessinées par Mézières. En fait, celles-ci remontent à l'époque où, en même temps qu'il suit ses études à l'école des Arts appliqués, il place des planches à Cœurs vaillants et à Fripounet et Marisette. Dans un numéro « spécial An 2000 » de ce dernier illustré, daté du 30 décembre 1956, il signe une page sur un scénario de Guy Hempay, en fait Jean-Marie Pélaprat, d'une histoire d'anticipation, Expédition Noachis, où déjà les déplacements se font à 3 000 kilomètres par seconde.
« La science-fiction n'était pas le domaine favori de Goscinny, mais il avait un désir d'innover, de proposer dans son journal des travaux originaux. Il a vu […] ce que Valérian pourrait apporter ». Linus (Pierre Christin) et Mézi (Jean-Claude Mézières), afin de s'acclimater au genre et, pour le second, au style de dessin, choisissent des histoires qui se déroulent au XIe siècle (Les Mauvais Rêves) et au XXe siècle (La Cité des eaux mouvantes et Terres en flammes), imposant ainsi d’office le thème du voyage dans le temps. C’est à partir de la quatrième aventure, L'Empire des mille planètes, que la série devient pleinement une série de science-fiction avec le thème du voyage dans l'espace.

## Histoire

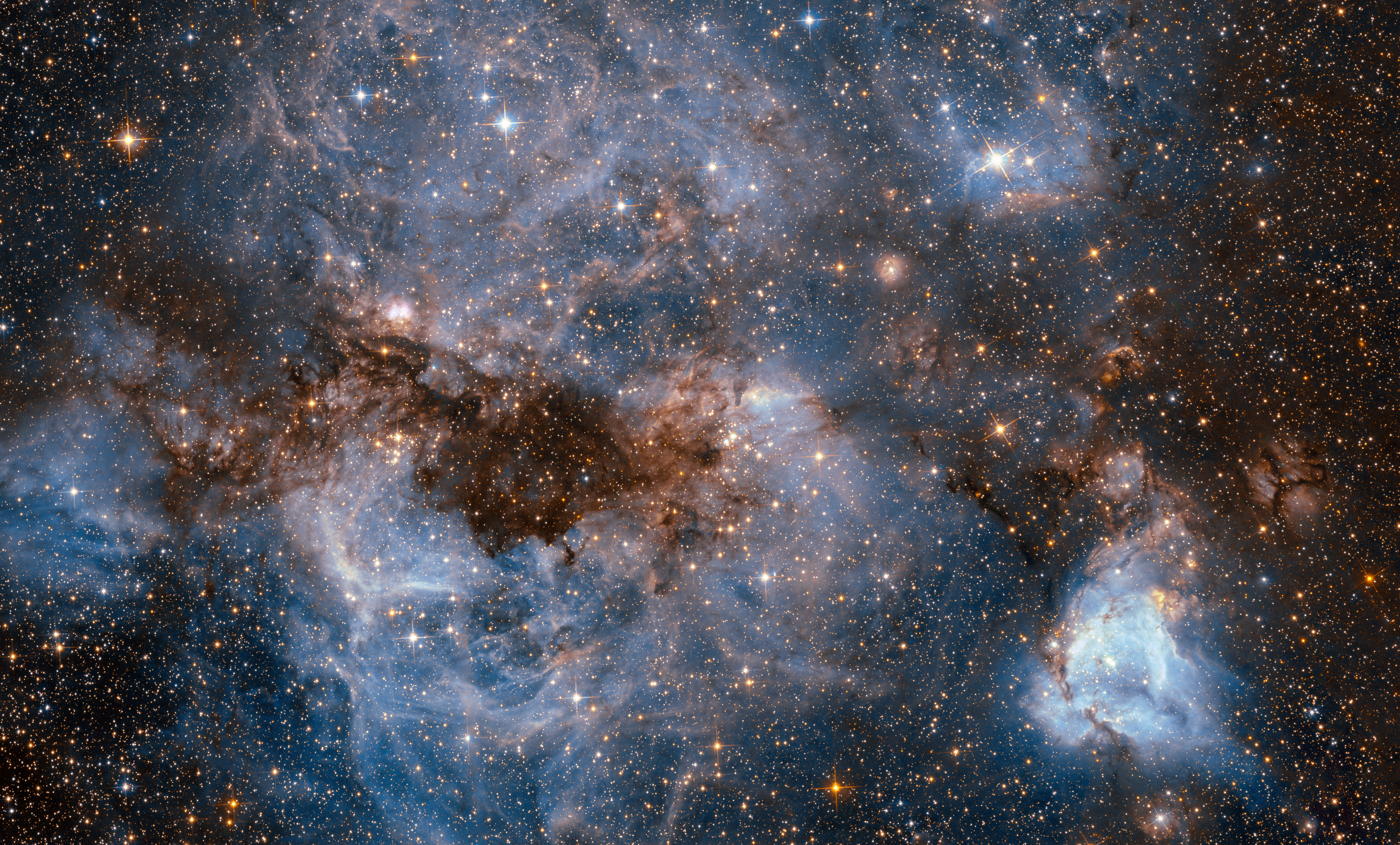
« Mais innombrables sont les mémoires portant traces de civilisations perdues dans l'immensité... Inracontables sont les histoires de mondes parfois morts depuis des milliers de siècles... Car là où des êtres vivants ont survécu et se sont développés, partout et toujours ils se sont tournés vers le ciel immense pour le parcourir... ».

La série, d'abord sur-titrée Valérian, agent spatio-temporel, a pour héros central Valérian. Laureline était au départ un personnage de circonstance qui ne devait apparaître que dans la première histoire, mais, sauvée par le courrier des lecteurs du journal Pilote,, elle prend de plus en plus de place et devient progressivement héroïne à part entière. Depuis L'Ordre des Pierres, la série s'appelle Valérian et Laureline, officialisant ainsi, pour ses 40 ans, la place prise par Laureline mais aussi la perte par les deux héros de leur statut d'agents spatio-temporels.

### Synopsis
Dans les trois premières histoires de la série, Valérian pourchasse un dissident, Xombul, superintendant des rêves, qui cherche à prendre le pouvoir à Galaxity. Dans Les Mauvais Rêves (1967), Xombul retourne sur Terre au XIe siècle pour s'approprier les pouvoirs du magicien Albéric le Vieil. Avec l'aide d'une sauvageonne de rencontre, Laureline, Valérian parvient à faire échouer cette tentative. Dans La Cité des eaux mouvantes (1968) et dans la suite Terres en flammes (1969), Xombul parvient à s'échapper de nouveau sur la Terre du XXe siècle. Il pense pouvoir profiter d'un cataclysme nucléaire pour s'approprier des connaissances scientifiques qui feraient de lui un nouveau maître de l’Univers. Sun Rae, pillard new-yorkais, et Schroeder, jeune savant, aident Valérian et Laureline à poursuivre Xombul. Finalement ce dernier disparaît dans la dématérialisation d'une machine à remonter le temps qui ne pouvait pas encore être fonctionnelle.
Dans L'Empire des mille planètes (1969), Valérian et Laureline aident la Guilde menée par Elmir le marchand à rétablir l'ordre sur Syrte-la-Magnifique. Ils découvrent à cette occasion que les Connaisseurs sont les rescapés d'une expédition spatiale terrienne lancée à la recherche d'une planète d'accueil pour sauver l'humanité, à la suite du cataclysme nucléaire de 1986. Alerté par une série de phénomènes inexplicables comme dans le diptyque Métro Châtelet direction Cassiopée (1980) et Brooklyn station terminus cosmos (1981), le Superintendant de Galaxity tente, dans Les Spectres d'Inverloch (1984), d'empêcher le déclenchement de l'âge noir de la Terre. Avec l'aide de Valérian et Laureline, de Monsieur Albert, de Ralph le Glapum'tien et des Shingouz, il déjoue les plans de la Trinité d'Hypsis. Une négociation avec ces faux Dieux permet de changer le passé de la planète : l'explosion nucléaire (Les Foudres d'Hypsis (1985)) qui l'a dévastée au XXe siècle n'aura pas lieu. Cette modification de l'histoire a pour conséquence la disparition de Galaxity, qui était née de l'âge noir.
C'est alors qu'un ex-membre du Service spatio-temporel, Jal, s'approprie les pouvoirs de Kistna, survivante d'une espèce très ancienne et très puissante, pour répliquer une explosion nucléaire qui doit corriger les altérations de la trame du temps (Sur les frontières (1988)). Valérian et Laureline, avec l'aide de Monsieur Albert, font échouer toutes ses tentatives. Ayant perdu la Terre de Galaxity, devenus mercenaires à la solde du colonel Tlocq dans Les Cercles du pouvoir (1994), tous deux se confrontent au futur Triumvirat de Rubanis. C'est en réunissant des données sur des événements épars qu'ils se heurtent à LCF Sat et de nouveau à la Trinité d'Hypsis. Ils en obtiennent des informations sur l'existence de leur planète, perdue quelque part dans l'Univers, Par des temps incertains (2001).
Dans l'antépénultième et la pénultième histoire de la série (respectivement Au bord du Grand Rien (2004) et L'Ordre des Pierres (2007)), Valérian et Laureline se lancent à la recherche de la Terre de Galaxity, aux confins de l'Univers, en se joignant à une expédition d'exploration dirigée par la commandante Singh'a Rough'a. Ils découvrent alors la puissance des Wolochs qui sont à l'origine de tous les malheurs de la Terre. L'ultime album, L'OuvreTemps (2010), met fin à la quête des héros pour retrouver l'Âge d'or de la Terre. Valérian et Laureline y réunissent tous les amis rencontrés au long de la saga. Et leur alliance affronte, dans un dernier combat, tous leurs adversaires. Ils retrouvent alors la Terre de Galaxity telle qu'elle était, inchangée. Le Superintendant envoie Valérian et Laureline sur de nouvelles missions, mais séparément. Déçus par cette prochaine séparation, ils retrouvent Xombul dans son habituel fatras d'objets d'autres siècles. En reconnaissance, il leur offre un voyage dans un très ancien vaisseau spatial, le XB27, qui avait ramené Valérian, accompagné de Laureline, de l'an mil. Ce voyage les ramène dans le Paris du XXe siècle mais… ayant fortement rajeuni. Retombés en enfance, Valérian et Laureline sont adoptés par Monsieur Albert.

### Chronologie sommaire
Le point de départ de la série se situe sur Terre, à Galaxity, au XXVIIIe siècle apr. J.-C., dans les années 2720. Mais les aventures de Valérian et Laureline débutent aux alentours de l'an 1000. Pour aider le lecteur à se retrouver dans les méandres spatio-temporels, les auteurs fournissent, dans leurs albums, une frise chronologie des trames historiques.
|                              | HISTOIRE UNIVERSELLE | |
| HISTOIRE TERRIENNE VIRTUELLE | HISTOIRE TERRIENNE "REBOOT" | |
| 1000                         | Première rencontre de Valérian avec Laureline, qui le sauve des pièges de la forêt d’Arelaune (0. Les Mauvais Rêves) (variante : dans l'anime, l'action se déroule en 912) | Première rencontre de Valérian avec Laureline, qui le sauve des pièges de la forêt d’Arelaune (0. Les Mauvais Rêves) (variante : dans l'anime, l'action se déroule en 912) |
| ...                          | Le magicien Albéric le Vieil donne une apparence humaine à LCF Sat (18. Par des temps incertains) | Le magicien Albéric le Vieil donne une apparence humaine à LCF Sat (18. Par des temps incertains) |
| 1881                         | Valérian et Laureline prennent des vacances sur les bords de Seine, à Chatou, et s'offrent un déjeuner des canotiers à la manière de Renoir (7. Sur les terres truquées) | Valérian et Laureline prennent des vacances sur les bords de Seine, à Chatou, et s'offrent un déjeuner des canotiers à la manière de Renoir (7. Sur les terres truquées) |
| 1980                         | Manipulations en France et à Brooklyn, menées par des affairistes de Rubanis, et la Trinité d’Hypsis pour déstabiliser la Terre (9. Métro Châtelet direction Cassiopée et 10. Brooklyn station terminus cosmos)                                                                                            | Manipulations en France et à Brooklyn, menées par des affairistes de Rubanis, et la Trinité d’Hypsis pour déstabiliser la Terre (9. Métro Châtelet direction Cassiopée et 10. Brooklyn station terminus cosmos)                                                                |
| 1986                         | Début de l’Âge Noir Période interdite aux membres du Service Spatio-Temporel Explosion d’un dépôt de bombes à hydrogène près du pôle Nord, créant un cataclysme qui désorganise la société terrienne. Valérian poursuit Xombul en fuite à New York (1. La Cité des eaux mouvantes et 1. Terres en flammes) | Début de l’Âge d'Or Période sans Service Spatio-Temporel Neutralisation, près du pôle Nord, d’un faux bateau, mais vrai astronef, chargé de bombes à hydrogène. Négociation sur Hypsis avec ses « faux dieux » pour annuler le cataclysme nucléaire (12. Les Foudres d'Hypsis) |
| 1988                         | | Jal avec les pouvoirs de Kistna tente de répliquer le cataclysme de 1986, mais Valérian et Laureline déjouent ses plans (13. Sur les frontières) |
| 2001                         | Laureline visite la Terre en compagnie de l'hypothétique Dieu tout puissant (18. Par des temps incertains) | Intervention sur Terre des hypothétiques dieux d’Hypsis, pour interdire le développement des techniques reproductives génétiques, aboutissant à de nouvelles négociations à Paris (18. Par des temps incertains)                                                               |
| 2010                         | | Retour en enfance de Valérian et Laureline (21. L'OuvreTemps) |
| ...                          | Échec de la première tentative terrienne de colonisation spatiale (2. L'Empire des mille planètes) | |
| 2314                         | Fin de l’Âge Noir Ré-invention de la machine spatio-temporelle, basée sur le principe de « télétransportation instantanée de la matière » | |
| 2713                         | Valérian intègre le Service Spatio-Temporel à la sortie de la Mégacadémie | |
| 2720                         | Troubles à Galaxity provoqués par Xombul. Valérian entraîne Laureline à Galaxity (0. Les Mauvais Rêves) (variante : dans l'anime, l'action se déroule en 2416) | |
| 2721                         | Laureline est exceptionnellement intégrée au Service Spatio-Temporel | |
| ...                          | Exploration du cosmos pour le Service Spatio-Temporel (2. L'Empire des mille planètes, 3. Le Pays sans étoile, 4. Bienvenue sur Alflolol, 5. Les Oiseaux du Maître, 7. Sur les terres truquées, 8. Les Héros de l'équinoxe)                                                                                | |
| 3005                         | La Terre de Galaxity est exclue pour un siècle de Point Central, pour son impérialisme spatial et sa tentative d'hégémonie (6. L'Ambassadeur des Ombres) | |
| 3152                         | Disparition de la Terre de Galaxity dans un trou noir. Début de la quête de Valérian et Laureline pour la retrouver (11. Les Spectres d'Inverloch et 18. Par des temps incertains) | |
| ...                          | | Jal est déposé à Point Central dans l'ancienne cellule terrienne (13. Sur les frontières) |
| ...                          | | Prise du pouvoir par le Triumvirat sur Rubanis (15. Les Cercles du pouvoir) |
| ...                          | | Valérian et Laureline sillonnent l'univers (14. Les Armes vivantes, 16. Otages de l'Ultralum, 17. L'Orphelin des astres) |
| 3412                         | | Les Wolochs menacent la civilisation cosmique (19. Au bord du Grand Rien et 20. L'Ordre des Pierres) |
| 4016                         | Hypsis prend la place de la Terre dans le trou noir sur la suggestion de Ralph (p. 46). Les Wolochs sont réaspirés par le néant d'où ils proviennent. Galaxity est de retour. (21. L'OuvreTemps) | Hypsis prend la place de la Terre dans le trou noir sur la suggestion de Ralph (p. 46). Les Wolochs sont réaspirés par le néant d'où ils proviennent. Galaxity est de retour. (21. L'OuvreTemps)                                                                               |

## Thématique
« Valérian (et Laureline, bien sûr), c'est la surprise permanente, la diversité, la richesse thématique et visuelle ». Dès le départ, les deux auteurs ont l'ambition de créer une grande saga, même si la base scénaristique se voulait simple avec un héros voyageant dans le temps à différentes époques du passé. Mais assez rapidement l'envie leur vient de créer des mondes différents et foisonnants de vie, la série se développe et parcourt des thèmes qui par leur nombre et leur variété en font une série originale et en continuel renouvellement. De l'aveu de ses auteurs, « chaque nouvel album peut nous conduire absolument où nous voulons », la science-fiction étant conçue par eux comme « un moyen formidable de « surchauffer » le réel ». Le thème qui traverse toute la série, avec celui des voyages spatio-temporels, est la manipulation du temps. Une autre de ses caractéristiques est la référence subtile à des situations sociales, économiques, politiques et même écologiques avant l'heure, « sans pour autant transformer les histoires en discours militants. » Dans la préface du catalogue de l'exposition qui a suivi à Angoulême la remise du Grand Prix de la Ville, Jack Lang, alors ministre de la culture, écrit :

« Valérian et Laureline, transportés dans un futur technologique qui assure confort et progrès, s'affrontent toujours dans leurs pérégrinations à des tyrans ou des dictateurs, à des sociétés où règnent conflits et injustice qui sont l'image de notre propre réalité. Et ce faisant, on peut découvrir à travers l'itinéraire de nos deux héros une lecture avisée de nos sociétés contemporaines […] Mézières et Christin réussissent la gageure de ne pas inventer un univers de pure fiction, mais de nous entretenir sur un mode réellement divertissant des problèmes socio-politiques les plus critiques de notre temps. »

— Jack Lang

### Voyage spatio-temporel
À l'origine de la série, une distinction forte existe entre voyages dans l'espace et voyages dans le temps. Les premiers se font grâce à des vaisseaux spatiaux de type XB 27 et les seconds, les sauts temporels, passent par l'intermédiaire de portes temporelles prépositionnées en différents lieux terrestres (auberge d'Aurelaune, New York, Brasilia, Inverloch, etc.).
Mais cela interdit par définition les voyages dans le temps dans des univers inconnus des Terriens de Galaxity, du fait de l'inexistence de portes temporelles. Dans la première histoire courte, Le Grand Collectionneur, les auteurs simplifient les voyages spatio-temporels en dotant le SST - Service Spatio-Temporel - de vaisseaux de type XB-982 autorisant les voyages spatiaux et les sauts temporels combinés. Cela permet de développer des aventures sur des planètes autres que la Terre et d'ouvrir aux auteurs les univers sans limite de leur imagination.

### Manipulation de la flèche du temps
Jusqu'au diptyque Châtelet/Brooklyn, les différents albums montrent Valérian et Laureline sillonnant l'Univers d'aventure en aventure. Mais les auteurs se laissent prendre au piège de leur imagination. Dès la seconde planche de la deuxième aventure, La Cité des eaux mouvantes, publiée en 1968, ils inventent une situation qui leur posera plus tard un vrai problème de cohérence : un dépôt de bombes à hydrogène explose en 1986 près du pôle Nord, transformant radicalement l’aspect et l’organisation de la Terre. C’est sur ces ruines, pendant l'âge noir, que naîtra Galaxity après l'invention de la machine spatio-temporelle en 2314. Les auteurs ne s’imaginaient pas en 1968 faire vivre la série pendant encore 18 ans. Mais en 1980-1981, après la parution du diptyque Châtelet/Brooklyn, un des sommets de la série, il faut bien se rendre à l’évidence : Valérian agent spatio-temporel a un succès tel qu’il n’est pas question de mettre fin à la série ou de la continuer dans l’incohérence. Aucune explosion nucléaire, malgré la catastrophe de Tchernobyl, ne va ravager la Terre en 1986. Pierre Christin, fin connaisseur de science-fiction, s’attache alors dans le diptyque suivant, publié en 1983/1985, Inverloch/Hypsis, à surmonter l’incohérence. Il n'ignore pas que c'est malheureusement au prix d’un autre problème bien connu en science-fiction, le paradoxe du grand-père. Si, en remontant dans le passé, on tue son grand-père avant qu’il n'ait procréé, on n’a donc pas de père. Si on n'a pas de père on ne peut donc pas exister et si on n’existe pas, on ne peut pas tuer son grand-père. Autrement dit, en changeant le passé, on détruit le présent et rend impossible le futur : c'est le principe de causalité du paradoxe temporel.
Dans Les Foudres d'Hypsis, venant de 3152, le Superintendant du Service Spatio-Temporel, aidé de Valérian et Laureline, empêche, en 1985, l’explosion nucléaire qui devait désorganiser la Terre l'année suivante. Ils détruisent le futur de la planète, donc rendent impossible l'émergence de Galaxity qui s’est construite sur les ruines de la période noire de celle-ci. Si Galaxity n'a pu se construire pendant l'âge noir, la machine spatio-temporelle n'a pu être inventée en 2314 et Galaxity n'existe pas en 3152. Valérian ne peut donc exister dans ce siècle, ni dans aucun autre d’ailleurs, à la différence de Laureline qui, elle, vient du XIe siècle, donc bien avant la période noire. Si Valérian ne peut exister dans aucun siècle, comment justifier la série ? Heureusement, les Shingouz négocient avec le Fils de la Trinité d’Hypsis le retour de Valérian et Laureline au XXe siècle avec leur astronef, autorisant ainsi la poursuite des voyages spatio-temporels et permettant aussi à la saga de renouer avec le parti pris du départ et la continuation de la série.
Mais le paradoxe du grand-père n'est pas résolu. Une première possibilité de solution est représentée par l'entreprise de Jal, autre agent spatio-temporel rescapé de Galaxity, qui cherche à répliquer en 1988 la catastrophe évitée en 1985. Toutefois Valérian et Laureline, avec l'aide de Monsieur Albert, font échouer cette tentative Sur les frontières. Pierre Christin n'adopte donc pas la théorie de l'autocorrection, qui veut que le temps répare le temps.
Avec la parution en 2001 de Par des temps incertains, une nouvelle négociation apporte la réponse à deux questions : il existe bien deux histoires parallèles de la Terre post-XXe siècle ; la Terre de Galaxity du XXXIIe siècle se trouverait quelque part dans un trou noir. Ainsi, dans Par des temps incertains, Schroeder et Sun Rae n'ont pas la mémoire de leurs aventures de La Cité des eaux mouvantes et de Terres en flammes, qui se sont passées dans une autre trame de temps.
Christin fait donc le choix de la théorie d'un Univers multiple ou d'univers parallèles, dits encore multivers d'Everett,. C’est le thème des derniers épisodes, Au bord du Grand Rien paru en 2004, L'Ordre des Pierres en 2006 et L'OuvreTemps, paru en janvier 2010. Ce dernier album clôt la saga de Valérian et Laureline.

### Critiques sociales
Christin et Mézières conforment les aventures de Valérian et Laureline à leurs inclinations politiques, plutôt situées à gauche,,. « À l'époque, en 1967, la bande dessinée était foncièrement de droite, avec des grands chefs, des grands héros […], et nous on ne savait pas ce qu'on allait faire, mais on savait qu'on n'allait pas faire ça ». Ils ne souhaitaient pas pour autant faire des histoires aussi ouvertement politiques que celles de Charlie Hebdo. Sans être « engagée dans le sens où les écrivains de la génération précédente, par exemple Aragon ou Sartre, ont pu s'engager […] cette série est par contre profondément engagée dans son temps, c'est-à-dire que Valérian parle et a toujours voulu parler de problèmes très contemporains » et ne s'est pas fait faute de « dénoncer la concentration du pouvoir, les oripeaux idéologiques dont elle se pare et l'illusion d'utopie qu'elle se donne pour horizon », précise Gérard Klein.
La première prise de position de Christin et Mézières est peut-être leur défense du féminisme. Laureline est une héroïne féminine qui n'a rien à envier aux héros masculins. Elle forme avec Valérian un vrai couple dans lequel l'homme ne domine pas la femme,. Au moment de la création de Laureline, les vraies héroïnes de bandes dessinées étaient inexistantes ; c'est sans doute grâce à elle que des héroïnes comme Yoko Tsuno ou Natacha ont existé ensuite. Toutefois, dans Le Pays sans étoile, les auteurs présentent « une belle fable renvoyant dos à dos le machisme et le féminisme dans une ridicule guerre des sexes. » Dans Les Armes vivantes, c'est la guerre elle-même qui est tournée en ridicule sur « une planète de féodaux mal embouchés qui se livrent des guerres aussi archaïques qu'inexpiables. »
Très tôt, Christin et Mézières font preuve d'une conscience écologiste. En 1971 et 1972, Bienvenue sur Alflolol est une des premières bandes dessinées traitant d'écologie, terme assez peu répandu à l'époque,. Ils y posent « quelques questions essentielles à mi-chemin de la fable et de l'aventure. Jusqu'où l'industrie peut-elle mettre en péril une planète ? » Ce sont les intérêts économiques qui sont dénoncés en 1980/81 dans le diptyque Chatelet/Brooklyn, ou « la nature proprement diabolique du capitalisme contemporain », et cela dès 2001, dans Par des temps incertains.
Les scénarios de Christin ont très souvent pour cadre des civilisations très hiérarchisées, mettant généralement en scène toutes les injustices de nos sociétés modernes comme dans l'Empire des mille planètes et Otages de l'Ultralum. En nous présentant les astéroïdes de Shimbalil à l'image d'une Californie des astres, dans L'Orphelin des astres, les auteurs se lancent dans une « critique sociale hilarante ». « Sous la plume de Christin, chaque humanité stellaire connaît ses classes opprimées et ses luttes ». S'y opposent souvent nature et technologie, hiérarchie et anarchie, oppression et révolution. Avec Les Oiseaux du Maître, une histoire « résolument placée sous le signe de la lutte contre l'oppression, Christin signe un de ses scénarios les plus politiques » : il y montre comment la domination des esprits permet la dictature mais aussi comment la volonté commune des dominés peut mettre fin à la domination. Dans L'Ambassadeur des Ombres, les auteurs mettent en scène, au sein d'une ONU intergalactique, l'impérialisme de Galaxity que Laureline saura déjouer en plaidant la libre détermination des peuples. Dans Les Héros de l'équinoxe, Christin profite « d'un malicieux pastiche des histoires de super-héros […] pour renvoyer dos à dos les trois grandes idéologies que sont le fascisme, le communisme et le spiritualisme ».
Pour Pierre Christin, « nous avons commencé dans une époque agitée mais extraordinairement optimiste. Les années 1960, 70, c’est la conquête de l’espace, la fin de la guerre froide, il y avait une foi dans l’avenir. Depuis, le monde s’est beaucoup durci. Il y a une tonalité plus sombre dans les albums de Valérian des années 2000 ». Christin ne considère pas Galaxity comme une cité idéale, puisque c'est la capitale d'un empire. « On n'y prêche pas que la bonne parole » et les hommes qu'il y met en scène, s'inspirant du modèle de « l'homme blanc américain » du XXe siècle, sont des personnages « pas tout blancs [qui] ont tous en réalité des motivations très sombres « Les extra-terrestres sont plutôt les Bantous, bref toute cette population pas toute noire qui fait peur à l'Occidental ».
Pierre Christin explique également que « L'exploitation d'autrui est un thème présent dans de nombreux albums. Je choisissais pour chaque titre une thématique le plus souvent liée au contexte politique. Ainsi, j'ai commencé à parler des médias et de leurs manipulations quand le monde médiatique a pris une ampleur insoupçonnée par rapport aux années 1970, ou quand j'ai senti que le néolibéralisme allait tout embarquer ».

## Influence
Il est difficile pour Jean-Claude Mézières de parler de l'influence qu'il a pu avoir sur son art ou le cinéma, lui qui est parmi les dessinateurs de bandes dessinées régulièrement pillés.

### Influence sur le cinéma
Stan Barets raconte qu'en 1977, lors du Festival international de la science-fiction à Metz, où était projeté pour la première fois en France le premier film de Star Wars (La Guerre des étoiles), Mézières déclara à la fin de la projection : « On dirait une adaptation de Valérian au cinéma. »
Cela faisait déjà dix ans que la série paraissait dans Pilote et le Faucon Millenium de Han Solo a le même aspect global que le vaisseau XB 982 de Valérian et Laureline. Au fil des épisodes, les ressemblances se font de plus en plus précises : dans L'Empire contre-attaque en 1980, Han Solo est prisonnier d'un bloc de carbonite qui retenait déjà Valérian en 1971, dans L'Empire des mille planètes. En 1983, dans Le Retour du Jedi, la princesse Leia Organa est habillée par Jabba le Hutt d'une tenue de harem semblable à celle qu'avait revêtue Laureline pour Alzafar, le gros poussah d'empereur du Pays sans étoile, publié en 1972. Dans La Menace fantôme de 1999, le ferrailleur Watto pourrait bien venir, tant l'apparence est similaire, de la même planète que les Shingouz apparus en 1975 dans L'Ambassadeur des Ombres. Les Connaisseurs de l'Empire des mille planètes de 1971 cachent sous leur casque la même figure décharnée que Valérian découvre à la fin de l'histoire comme Luke Skywalker va découvrir, en 1983, celle de Dark Vador à la fin du Retour du Jedi,. Cependant il est aussi admis que Vador soit inspiré du docteur Fatalis qui avait déjà cette caractéristique. Il serait facile aussi de relever des ressemblances entre la faune galactique de La Guerre des étoiles et les inventions graphiques du bestiaire de Mézières. Un ami américain du dessinateur lui a rapporté que Doug Chiang, le chef-décorateur de George Lucas sur La Menace fantôme, possédait en bonne place dans les rayons de sa bibliothèque les albums de Valérian. Mézières affirme avoir écrit plusieurs fois à George Lucas, sans réponse de l'intéressé.
« Les designs de planètes, de créatures ou d'objets de Mézières participeront tellement à l'établissement des codes du genre que Will Eisner (auteur et théoricien de la bande dessinée) dira que Mézières et Christin sont l'une des plus grandes influences qu'ait subie le cinéma américain en matière de science-fiction ». En 1983 paraît dans Pilote un article sur le Retour du Jedi et les emprunts du cinéma à la bande dessinée, illustré par Mézières qui fait se rencontrer, dans un bar de l'espace, Valérian et Laureline et Luke Skywalker accompagné de la princesse Leia. À cette dernière qui déclare : « Comme c'est amusant de nous rencontrer ici ! », Laureline répond, non sans sous-entendus : « Oh, nous sommes des habitués de cette boîte depuis longtemps ! ».
De même, la 4e planche de l'Ambassadeur des Ombres représentant Point Central a souvent été source d'inspiration, comme le making-of d'Independence Day en fait état. Ou encore la similitude frappante entre la tanière de Thulsa Doom, dans le film de 1981 Conan le Barbare, et les cuisines du Maître des oiseaux dans l'album de 1973,. Le film Dark City d'Alex Proyas, en 1998, met en scène un inspecteur de police, Franck Bumstead, qui pour échapper à une bagarre tombe dans l'espace, découvrant une ville, Shell City, flottant dans le vide. C'est la même aventure que vit Valérian en 1976/1977 dans Sur les terres truquées : rattrapé par ses poursuivants, il tombe de la jetée d'un port non pas dans l'eau mais dans l'espace.
Le cinéaste danois Søren Kragh-Jacobsen (lui-même amateur de Valérian et Linda, le nom de Laureline en danois) fait une citation de la série et de Linda/Laureline dans Mifunes sidste sang (La dernière chanson de Mifune). Dans ce film de 1999, sorti en France sous le titre de Mifune, un personnage, Rud, est lecteur assidu des albums de Valérian qu'il cache sous son lit. Il croit reconnaître dans un autre personnage, Liva Psilander, Linda, son héroïne préférée.

#### Le cas duCinquième Élément
Le travail de Jean-Claude Mézières sur le film Le Cinquième Élément représente un magistral clin d’œil à Valérian et Laureline. La bande dessinée va influer de façon significative sur le film de Luc Besson.

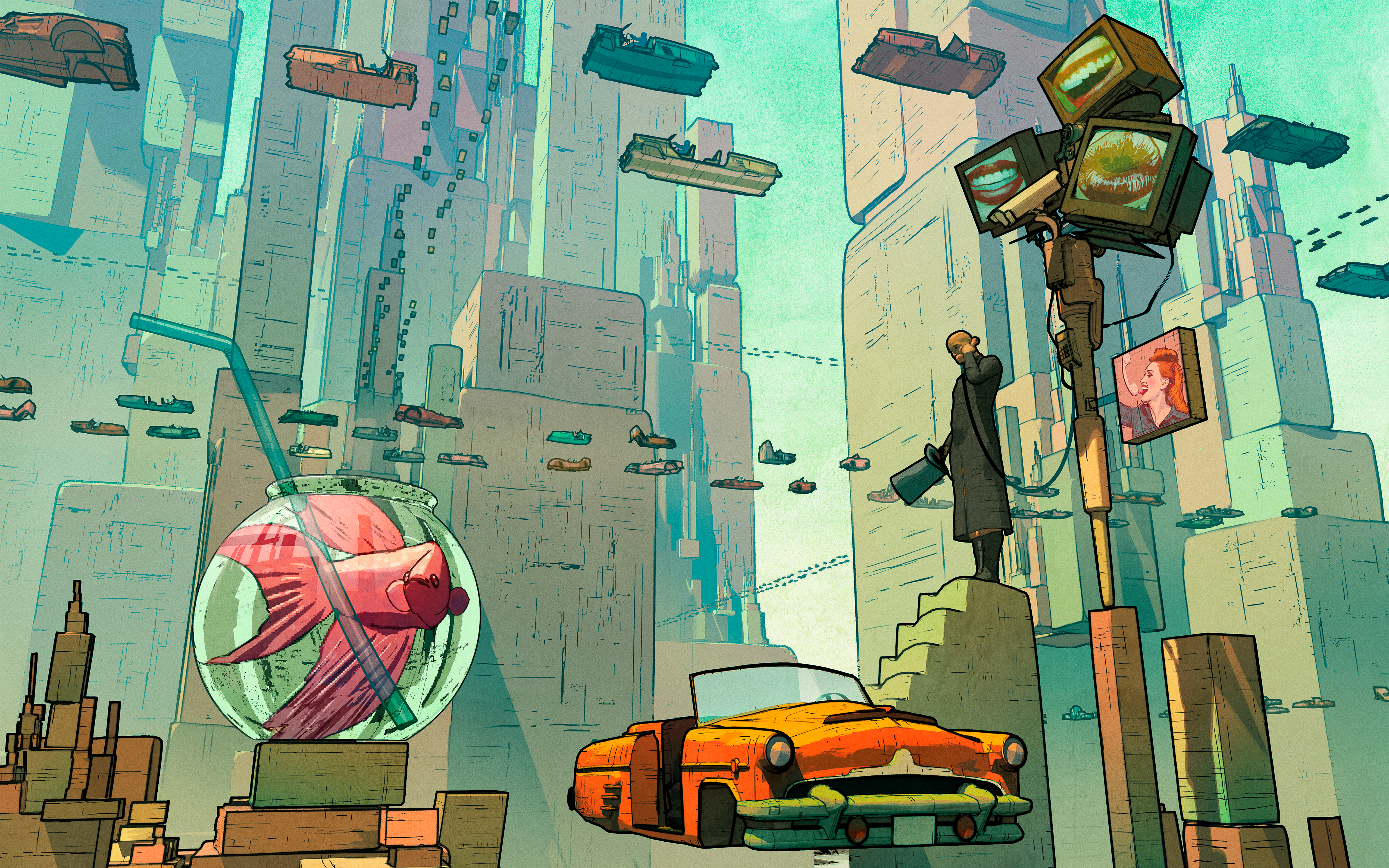
Le fantasme des voitures volantes.

C’est à Noël 1991 que le réalisateur demande à Jean Giraud/Moebius et à Jean-Claude Mézières de travailler avec son chef décorateur Dan Weil aux décors du film qu’il a en projet : Zaltman Bléros. Pendant toute l’année 92, Mézières met de côté l’histoire sur laquelle il avait commencé à travailler, Les Cercles du pouvoir, pour se consacrer au projet. Il introduit dans les croquis de décors qu'il réalise des éléments qu'il emprunte à son travail interrompu. Pour une scène qui doit se passer à la bibliothèque publique, les personnages se déplacent en métro aérien et Mézières agrémente la scène de ses taxis volants et des « limouzingues » des Cercles du pouvoir.
Mais le projet est arrêté début 1993. Mézières reprend donc le dessin des Cercles du pouvoir et lors de la sortie de l'album en 1994, il en dédicace un exemplaire à Besson, ainsi qu'un dessin de ses taxis. Après le succès de Léon, celui-ci reprend son projet et réalise ce qui s'appelle désormais Le Cinquième Élément en utilisant dans une large mesure les dessins de Mézières pour ses décors. Mais surtout il modifie son scénario en s'inspirant fortement de l'album : le héros n'est plus Zaltman Bléros mais Korben Dallas, qui n'est plus travailleur dans une usine d'assemblage de fusées mais chauffeur de taxi, rappelant S’Traks, l'un des personnages des Cercles du pouvoir, plus pourri que tous les taxis du Bronx. Surtout, les taxis volants et les « limouzingues » tiennent maintenant un rôle central dans le film.
Dans la bande dessinée, les influences sont souvent réciproques. Mézières et Giraud ont travaillé ensemble sur le Cinquième Élément et il est intéressant, à ce sujet, de rapprocher une aventure dessinée en 1976 par Giraud/Moebius sur un scénario de Dan O'Bannon, The Long Tomorrow, avec sa ville organisée en niveaux et parcourue par des voitures volantes, de l'atmosphère des Cercles du pouvoir, du Cinquième Élément, ou encore du Blade Runner de Ridley Scott. On notera que l'idée des cités verticales est initiée par Silverberg dans les Monades urbaines en 1971.
Lors de ses visites aux studios de Pinewood en 1996, Jean-Claude Mézières déclare que c'est une « émotion rare pour un artiste graphique, que de voir son travail à la fois scrupuleusement respecté et magnifié par la magie toujours intacte du cinéma à grand spectacle ».

### Influence sur la bande dessinée
Pour ce qui est de la bande dessinée, il est difficile de ne pas remarquer les similitudes entre les personnages de Valérian et Laureline et ceux de Bruno Castorp et Mireia dans la série Gigantik, de Victor Mora (scénario) et Josep-Maria Cardona, ou encore l'allure de loser commune à Valérian et à Cosmik Roger, de Mo/CDM et Julien/CDM. Dans l'histoire de Goldorak intitulée Le Vaisseau errant, dessinée par Jorgue Domenech et publiée dans Téléjunior, ledit vaisseau errant est la copie presque conforme de l'astronef de Valérian et Laureline. Mézières reconnaît lui-même qu'une bonne culture graphique fait que des souvenirs s'imposent quelquefois malgré soi sous le crayon, la plume ou le pinceau.

#### Pastiches et parodies
Ne sont mentionnés que les pastiches et parodies qui traitent de la série Valérian et Laureline.
- 1973, « Une aventure spatio-temporelle que Linus et Mézi ne vous ont pas racontée mais que nous osons vous présenter en exclusivité schtroumpfienne » de Numa Sadoul dans Schtroumpf, les cahiers de la bande dessinée no 7, éditions Glénat
- 1980, « Vénérian », 2 planches dans Pastiches t.1 de Roger Brunel, éditions Glénat
- 1983, « Je ris de me voir si belle », 1 planche de Jean-Claude Mézières dans (À suivre) Spécial Hergé, hors série, éditions Casterman
- 1984, « Laurélian et Valerine », 1 planche dans Parodies de Al Voss, éditions Les Humanoïdes associés
- 1987, « Laureline Strip BD », 1 illustration de Jean-Claude Mézières dans Playboy
- 1989, « Rahan pique la copine de Valérian », 2 planches dans Pastiches t.5 de Roger Brunel, éditions Glénat
- 1993, « Yoko Tsuno rencontre Laureline », 4 planches dans Pastiches t.6 de Roger Brunel, éditions Glénat
- 2003, « L'Homme aux 1000 histoires », 1/2 planche dans Pilote spécial été 2003, scénario de Pierre Christin, dessin de Philippe Aymond
- 2007, « L'emploi du saut spatio-temporel », 2 planches par Christin et Mézières dans Rubrique abracadabra, éditions Dargaud

### Influence sociale
Il est un autre genre d'influence qui ravit beaucoup plus les auteurs quand ils rencontrent, lors de séances de dédicace, la deuxième génération de « Laureline », c'est la récupération, d'abord par des amoureux de la série puis par tout un chacun, des prénoms des héros. Si celui de Valérian, courant en langue slave avec Waleran, ne peut leur être attribué, en revanche celui de Laureline est de leur création : ils en cherchaient un qui fût doux et fît médiéval. Les statistiques du Répertoire national d'identification des personnes physiques de l'Insee mettent en évidence le succès de ces prénoms, avec des maxima dans les années 1990/2000.

## Analyse critique
L'équipe qui est à l'origine des histoires de Valérian et Laureline est restreinte en nombre : un dessinateur, sa sœur et un ami d'enfance. Quelquefois ils s'adjoignent, en fonction des circonstances, des collaborations extérieures. Leurs inspirations, leurs styles, leur ont permis de produire un travail reconnu et récompensé.

### Auteurs

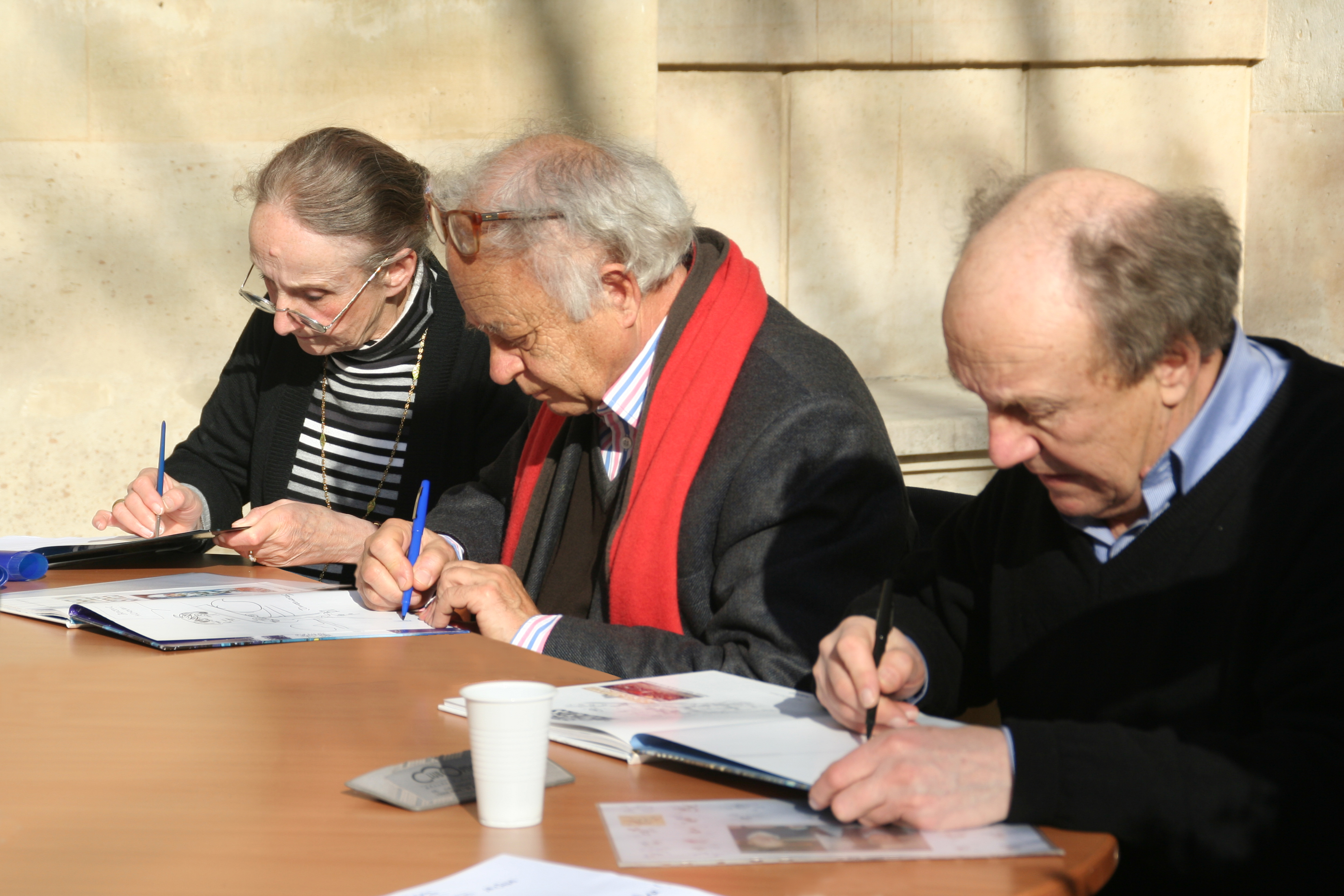
Les auteurs de Valérian et Laureline lors d'une séance de dédicaces pendant le festival BD des Grandes Écoles à l'École normale de Paris le 28 février 2009.
De droite à gauche : Jean-Claude Mézières, Pierre Christin, Évelyne Tranlé.

Cette série est née grâce à la rencontre et à la collaboration de deux amis d'enfance.
- Jean-Claude Mézières : dessinateur et illustrateur, il crée pour Pilote, avec Pierre Christin, la série Valérian et Laureline. Cette série est la seule de ce dessinateur éclectique dont la production est surtout abondante en dehors de la bande dessinée[84].
- Pierre Christin : scénariste, ami d’enfance de Jean-Claude Mézières[85],[86],[N 12], il crée avec lui la série Valérian et Laureline pour Pilote. Ce scénariste prolifique a notamment collaboré avec Enki Bilal, Annie Goetzinger, André Juillard et Jacques Tardi. Il est aussi professeur d'université honoraire et romancier[87].
- Évelyne Tranlé : coloriste, elle est la sœur de Jean-Claude Mézières[86],[88] et a mis en couleurs les aventures de Valérian et Laureline dans Pilote à partir de celle intitulée Terres en flammes, ainsi que tous les albums de la série sauf Les Oiseaux du Maître. Elle n'est toutefois créditée de son travail qu'à partir de l'album L'Empire des mille planètes[89]. Évelyne Tranlé est aussi la coloriste d'autres grands noms de la bande dessinée comme Cabu, Fred, Jean Giraud, Gérard Lauzier et Albert Uderzo[88],[90].

### Collaborateurs
Mise à part la collaboration de Stan Barets pour les Intégrales, Jean-Claude Mézières a fait appel, occasionnellement pour certaines de ses histoires, à des collaborateurs pour l'aider dans la réalisation graphique.
- Stan Barets : écrivain, spécialiste français de la littérature de science-fiction, il rédige un livret de présentation et d'analyse des auteurs, de la série et de chacun des albums présentés en introduction de chacun des volumes de l’Intégrale.
- Christophe Quillien : journaliste et auteur, passionné de BD, il participe, dans la dernière édition des intégrales, à une interview de Mézières, Christin et Besson dans les intégrales numéros 1, 2 et 3. Il est aussi l'auteur de Valérian le guide des mille planètes
- Geneviève Calame : compositrice, pianiste, illustratrice et infographiste suisse, elle réalise 3 cases[N 13] incorporées dans Les Héros de l'équinoxe.
- Rózsa Futó : maquettiste hongroise, elle a réalisé la maquette et des illustrations techniques de l’Atlas cosmique de Valérian et Laureline, Les Habitants du ciel.
- Jeanette Goffard : coloriste. Évelyne Tranlé étant alors surchargée de travail, elle se voit confier par Mézières la mise en couleurs de l’aventure Les Oiseaux du Maître.
- Guillaume Ivernel : infographiste, il réalise quatre cases[N 14] incorporées aux planches de Par des temps incertains.
- Marc Tatou : vidéographiste, il réalise 2 cases[N 15] incorporées aux planches des Cercles du pouvoir.
- Jérémy Tranlé : fils d'Évelyne Tranlé, il collabore à l’Atlas cosmique de Valérian et Laureline, Les Habitants du ciel, et réalise aussi des illustrations techniques.
- Éric Wenger : infographiste, il réalise 5 cases[N 16] incorporées aux planches de Sur les frontières.
- Jean-Michel Arroyo : dessinateur de bande dessinée, il réalise des vaisseaux spatiaux dans Les Habitants du ciel[91].
- Mathieu Lauffray (Matt Lauff), auteur de bande dessinée, illustrateur et concept artist, réalise le dessin du portrait collectif des Habitants du ciel[91].
- Alexis Lemoine (Silexa Lominee), dessinateur de bande dessinée, il est le créateur du dessin du portrait d'« Omph d'Omph et d'Omph » dans Les Habitants du ciel[91].

### Inspiration et références
Toutes les aventures de Valérian et Laureline sont des références constantes à la culture de la science-fiction. Pour le lecteur attentif, il est possible de reconnaître dans l'écriture ou dans le dessin les sources d'inspiration des auteurs de la série. Pourtant Mézières déclare qu'il arrête de lire de la science-fiction dès qu'il commence à produire Valérian : « la science-fiction était devenue mon territoire, je ne voulais pas aller grappiller des idées chez les autres. » Il reste que la machine à voyager dans le temps, c'est H. G. Wells, l'idée même d'agents spatio-temporels c'est Poul Anderson et sa Patrouille du temps,, les pouvoirs des Alflololiens semblent venir des Plus qu'humains de Theodore Sturgeon et l'ambiance du Monde d'Azur de Jack Vance, enfin une partie du bestiaire de la série pourrait sortir tout droit de La Faune de l'espace d'A. E. van Vogt. Tous ces éléments et d'autres encore, sont le signe d'une inspiration voulue et assumée, venue des auteurs de pulp magazines de science-fiction. « L'œuvre de Jean-Claude Mézières et de Pierre Christin constitue aujourd'hui l'une des deux voies royales vers une initiation à la science-fiction, l'autre étant celle des anthologies. »

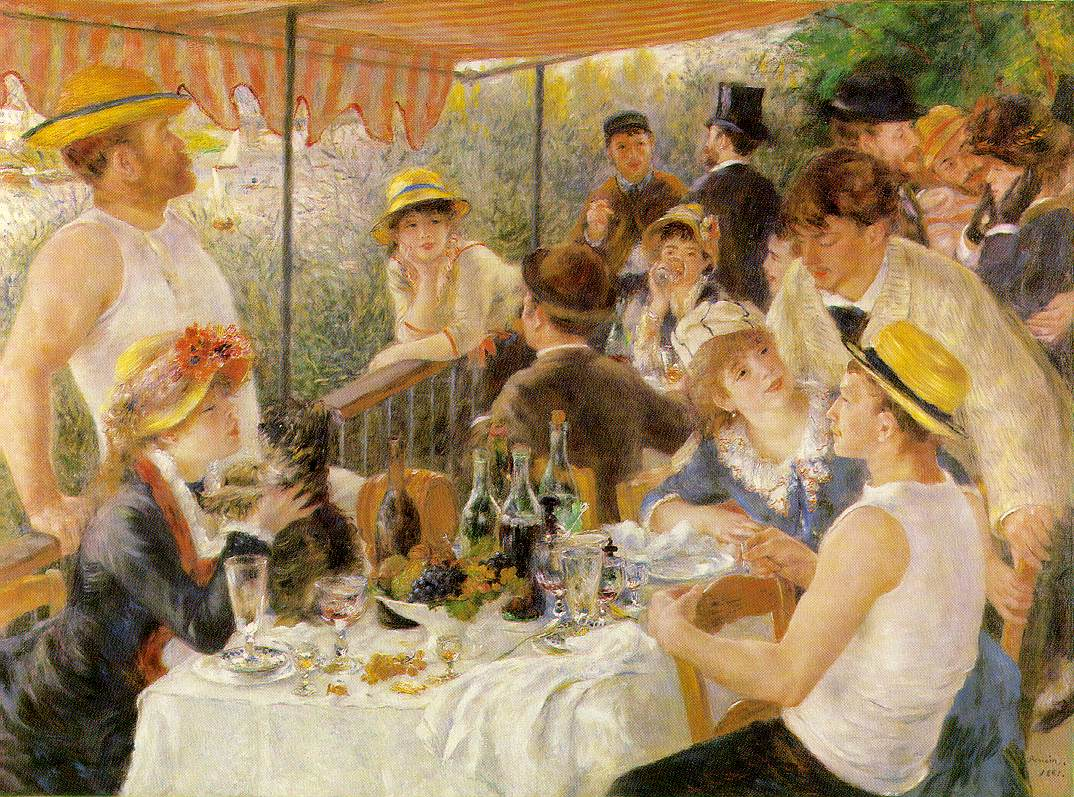
La scène du déjeuner des canotiers de Renoir est reprise dans Sur les terres truquées.

Souvent, plus que d'inspiration, il faudrait parler de références ou encore d'hommages ou de clins d'œil de deux maîtres de la bande dessinée à d'autres artistes maîtres de leur art :
- à la littérature, le nom de Valérian est l'adaptation de celui de Valéran, prince des ténèbres, héros de La Plaie, un roman de Nathalie Henneberg[20], le nom de Syrte-la-Magnifique dans L'Empire des mille planètes vient du Rivage des Syrtes de Julien Gracq[93],[95], les noms des personnages du Pays sans étoile sont inspirés de Jorge Luis Borges[20],[95] et la planète creuse vient du Le Matin des magiciens de Louis Pauwels et Jacques Bergier ;
- à la peinture, Mézières nous donne son interprétation du Déjeuner des canotiers ou de La Grenouillère d'Auguste Renoir, Sur les terres truquées ou dans L'Ordre des Pierres où l'on retrouve aussi un dripping à la mode de Jackson Pollock, Par des temps incertains un faux dieu qui a tout d'Orson Welles se prend pour celui de la Chapelle Sixtine et une nature morte de Willem Claeszoon Heda apparaît dans Les Héros de l'équinoxe[72] ;
- à la sculpture, avec le discobole de Myron dans Les Armes vivantes ;
- au cinéma, avec Fred Astaire toujours dans Les Armes vivantes ou le personnage de Jerry Lewis dans Docteur Jerry et Mister Love qui devient Schroeder, le savant de La Cité des eaux mouvantes et de Par des temps incertains. Si la station spatiale de La Cité des eaux mouvantes a cette allure de grande roue et les Wolochs de L'Ordre des Pierres celle de grandes pierres énigmatiques, c'est bien parce que Mézières et Christin signent de cette façon leur admiration pour Stanley Kubrick et 2001, l'Odyssée de l'espace[72], tout comme la couverture de l'intégrale 3 comporte un clin d'œil à E.T., l'extra-terrestre de Steven Spielberg ;
- à la musique, avec Sun Rae, dans La Cité des eaux mouvantes, qui porte le nom à peine adapté de Sun Ra, pianiste de jazz (comme Christin lui-même) qui prêchait la « philosophie cosmique[96] » ;
- et bien entendu à la bande dessinée, Molto Cortes de L'Ordre des Pierres est un hommage au héros de Hugo Pratt[97] comme Blake et Mortimer Sur les terres truquées à ceux d'Edgar P. Jacobs[98], l'orage de glace de L'Empire des mille planètes est une référence à Little Nemo in Slumberland de Winsor McCay[99], les portraits des Spectres d'Inverloch sortent tout droit de la Partie de chasse d'Enki Bilal (album qui fut scénarisé par Christin), et un clin d'œil à leur copain Jean Giraud se trouve dans Les Héros de l'équinoxe avec Arzach, un des personnages créés par Moebius.

Parfois l'inspiration est moins évidente : si Mézières ne l'avait pas révélé, nous ne saurions pas que le physique de Valérian est inspiré d'une série de photos d'Hugues Aufray tirées du magazine Salut les copains, ni que Ky-Gaï d'Au bord du Grand Rien ressemble étrangement à l'une de ses petites nièces. Il est plus facile de reconnaître dans le bateau de Bienvenue sur Alflolol une réminiscence du Kon-Tiki qui remonte aux neuf ans de Mézières, ou dans Métro Châtelet direction Cassiopée sous les traits de Chatelard un portrait de Gaston Bachelard, et il est transparent que le scientifique de l'expédition de L'Ordre des Pierres se nomme Chal' Darouine.

### Analyse stylistique et graphique
À la différence de Jean-Claude Mézières, Pierre Christin et Évelyne Tranlé travaillent très régulièrement pour d'autres créateurs. Ils sont appréciés, entre autres, pour savoir adapter leur style en conséquence. Les styles analysés ici sont ceux qu'ils utilisent dans le cadre de cette série uniquement.

#### Scénario
Une aventure de Valérian et Laureline prend son origine dans des discussions entre copains. Ensuite Pierre Christin écrit un premier jet de dialogues, pour étalonner l'épisode sur la base de quinze cases par double planche. Jean-Claude Mézières et lui discutent de l'histoire et Christin se lance dans l'écriture du scénario, au découpage généralement classique. C'est à Mézières de créer l'effet temporel propre à la scène, parfois au moyen de « plans séquences avec des incrustations d'images instantanées ». Le dessin est généralement commencé avant l'écriture complète du scénario, car Christin n'envisage jamais toute l'histoire. « Plus l'histoire devient sophistiquée plus des éléments imprévus s'ajoutent à cette trame : des trouvailles de dessin et des idées qui démultiplient les possibilités. » Mézières n'intervient jamais sur le scénario global mais il fait des propositions pour certaines scènes. « Nous avons une règle simple, déclare le dessinateur, Christin n'a pas le droit de dessiner des moustaches à mes personnages et je n'ai pas le droit d'enlever ou d'ajouter une virgule à ses textes sans son approbation ». Cela ne l'empêche pas de demander continuellement des retouches du scénario qui font perdre d'autant plus de temps que, selon Christin, en fin de compte ils en reviennent très souvent à sa proposition initiale, même si Mézières a du mal à en convenir. Tous les dessinateurs qui travaillent avec Christin disent que c'est un scénariste qui sait prendre en compte leur univers et leur proposer un scénario qui va les pousser à donner le meilleur d'eux-mêmes. Par ailleurs, Christin est personnellement très perméable à l'actualité et, comme il le fait remarquer, tous les évènements marquants de l'actualité se retrouvent d'une façon ou d'une autre dans la série.
Mézières décrit ainsi l'écriture de son ami d'enfance : « Pierre faisait des études brillantes, c'était le bon élève de la bande, mais, s'il était attiré par les études littéraires, c'est sur le fait divers qu'il a basé sa thèse de doctorat. Il a toujours aimé la littérature populaire… c'est donc normal qu'il soit devenu auteur de bandes dessinées ». « Pierre a toujours « reniflé » l'époque un peu en avance. Aucun des modèles utilisés ne sort indemne de son écriture car son texte à l'humour acide est dévastateur ». Cela tient peut-être à l'influence de René Goscinny, l'un des deux scénaristes, avec Jean-Michel Charlier, qui ont montré à Christin les techniques spécifiques du scénario de bande dessinée.
Enfin Christin avoue travailler beaucoup les titres, qu'il juge très importants au point d'avoir écrit des livres pour le pur plaisir du titre.

#### Dessin

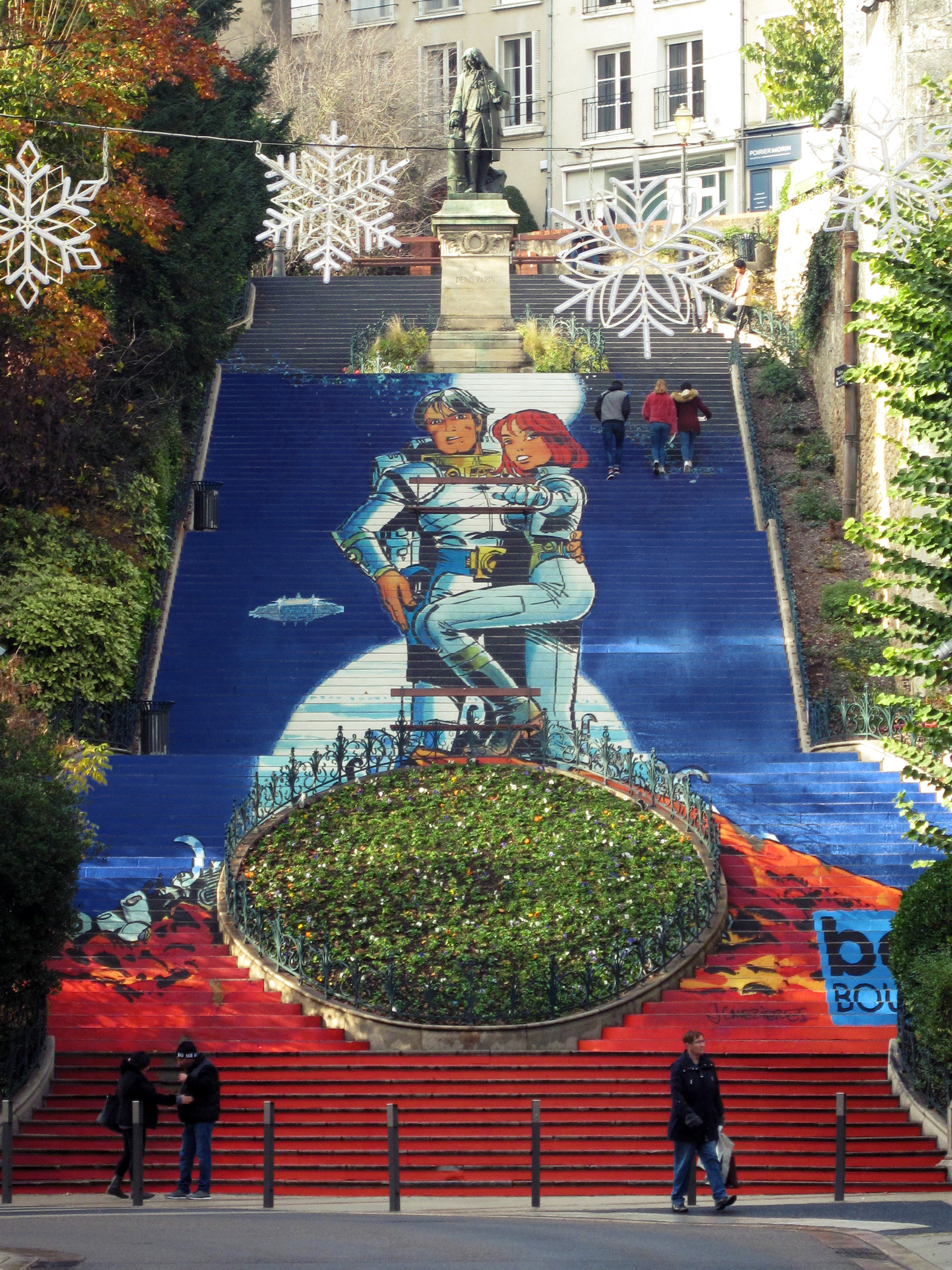
Fresque montrant Valérian et Laureline, peinte sur l'escalier Denis-Papin à Blois en 2018 pendant la 35e édition du festival de bande dessinée bd BOUM.

Les premières aventures dessinées par Jean-Claude Mézières étaient dans le style de Mad, sa seule référence déclarée à la bande dessinée américaine,, mâtinées de Franquin, avec des influences de Jijé,, Morris et Jean Giraud,. À l'origine, Mézières « faisait de la ligne claire », actuellement son graphisme « a toujours ce vieux fond, mais en le maîtrisant mieux, le côté comique n'est plus un poids mais un avantage ». « La conception de chaque planche est toujours très claire, la construction est simple ce qui donne un résultat d'une grande lisibilité sans sophistication inutile ». Comme il l'indique lui-même, « je fais toujours des crobards pour quatre ou cinq pages, c'est griffonné sur des petites feuilles, mais c'est primordial, je me fais une mini mise en page en partant du scénario de Christin, pour trouver le rythme qui convient le mieux. Je respecte l'histoire et les dialogues mais pas tout le découpage que mon scénariste me donne […]. Je me fais donc ma mise en page préparatoire de manière que ça coule, qu'il y ait les grandes images nécessaires, les points forts, que ce soit lisible facilement. Quand je cherche un dessin, c'est moins pour son graphisme que pour sa limpidité à la lecture ». En fait Mézières aime accompagner son lecteur tout au long d'une histoire, avec un dessin permettant la lecture la plus linéaire possible et une mise en pages structurée par les exigences du scénario. À partir des crayonnés longtemps travaillés, il réalise ses planches en noir et blanc en utilisant la plume et le pinceau. « Aujourd'hui une planche de Valérian me prend une semaine », déclare Mézières et « plus je noircis mes planches plus mon dessin est réaliste ». Il lui arrive de redessiner complètement une case en découpant celle-ci dans la feuille et en recollant une « rustine » mais jamais il n'utilise la table lumineuse car, selon lui, reproduire un dessin de cette façon c'est avoir la certitude de le déformer et de perdre la spontanéité (même si elle est très travaillée) de son trait. Il n'a pas « un dessin fulgurant […] par contre, il est toujours cadré dans le sens du récit ».
Et Pierre Christin de préciser sur le mode humoristique : « On peut soutenir que son style se situe plutôt à l'arrière-garde de cette avant-garde qui a révolutionné la bande dessinée dans les années 1960-1970 : des innovations nombreuses, certes, mais dans le strict respect de la tradition […] on peut même avancer que ce dessin appartient au domaine de l'évidence incontournable : cadrage précis, refus du détail inutile, dépouillement ornemental volontaire, tout concourt à en faire l'archétype du dessin simple, trop simple peut-être au goût de ceux qu'éblouissent toujours les maniérismes passagers. Et pourtant… Que de virtuosité technique dans ce graphisme épuré, à mille lieues de toute naïveté ! ».

#### Couleur
C'est Évelyne Tranlé qui assure la mise en couleur sur « bleu »,. Mézières indique l'origine des sources de lumière et les tonalités des ambiances puis lui laisse une grande liberté pour harmoniser les couleurs. « Là, j'ai la chance de travailler avec la meilleure coloriste de la place et, en plus, c'est ma sœur ! » Il arrive de plus en plus à Mézières de réaliser quelques planches à la gouache en couleurs directes comme dans les derniers opus de la série. Il y a pour la mise en couleurs de Valérian et Laureline un code chromatique : par exemple, les arbres ne sont pas verts et les cieux jamais bleus, c'est sur Terre qu'ils sont ainsi, pas dans le reste de l'Univers.

### Récompenses
La série Valérian et Laureline a été plusieurs fois récompensés dans des salons ou des manifestations françaises et étrangères. C'est la bande dessinée de science-fiction française la plus distinguée. Ses auteurs ont également remporté de nombreux prix pour l'ensemble de leur œuvre, comme l'alfred du meilleur scénariste français attribué à Pierre Christin au festival d'Angoulême 1976, le Grand prix de la ville d'Angoulême attribué à Jean-Claude Mézières au festival d'Angoulême 1984 ou les Lauriers d'Hadrien attribués à Pierre Christin, Jean-Claude Mézières et Évelyne Tranlé au salon de la bande dessinée de Vaison-la-Romaine en 2007.
- 1970 : prix Phénix, catégorie science-fiction
- 1972 : grand prix du syndicat des dessinateurs de presse
- 1987 : prix spécial de l’European Science Fiction Society
- 1992 : mention spéciale du jury de l'Alph-Art jeunesse pour Les Habitants du ciel
- 1995 : prix Haxtur  pour Les Cercles du pouvoir
- 1997 : prix Tournesol pour Otages de l'Ultralum.

Cette liste est loin d'être exhaustive.

## Organisation et diffusion de la série
Pour expliquer l'organisation de la série et l'enchaînement des histoires de Valérian et Laureline, les auteurs parlent dans Les Habitants du ciel de deux trames historiques. Les amateurs ont plus l'habitude de partager la série en deux cycles.

### Trames ou cycles
Les auteurs expliquent que les différentes histoires se partagent entre deux trames de temps, mais ce découpage ne s'applique pas à toutes les aventures. C'est pourquoi les amateurs de Valérian et Laureline partagent la série en deux cycles : celles soumises aux trames historiques et rattachées à l'histoire de Galaxity et les autres qui sont des voyages uniquement spatiaux et/ou temporels.
- Le cycle temporel comprend 15 aventures, en 14 albums (histoires 2 et 3 en 1 album), rattachées à l’histoire de Galaxity :

1. Les Mauvais Rêves ("0e" album) ;
2. La Cité des eaux mouvantes (1er album) et
3. Terres en flammes (1er album) ;
4. L'Empire des mille planètes (2e album) ;
5. L'Ambassadeur des Ombres (6e album) ;
6. Métro Châtelet direction Cassiopée (9e album) ;
7. Brooklyn station terminus cosmos (10e album) ;
8. Les Spectres d'Inverloch (11e album) ;
9. Les Foudres d'Hypsis (12e album) ;
10. Sur les frontières (13e album) ;
11. Les Cercles du pouvoir (15e album) ;
12. Par des temps incertains (18e album) ;
13. Au bord du Grand Rien (19e album) ;
14. L'Ordre des Pierres (20e album) ;
15. L'OuvreTemps (21e album).

Elles forment ensemble une histoire à suivre, l'histoire de la Terre de Galaxity du XXVIIe siècle, s'étendant sur une période de temps de l'an mil au XXXVe siècle.
- Le cycle spatial comprend les 15 autres aventures éditées en 8 albums et un album hors série intitulé Par les chemins de l'espace réunissant les sept aventures publiées dans Super Pocket Pilote (ci-dessous de 1 à 7)[N 22] :

1. Le Grand Collectionneur,
2. Les Engrenages d’Uxgloa,
3. Tsirillitis l’astéroïde,
4. La Planète triste,
5. Drôles de spécimens,
6. Le Fflumgluff de l’amitié,
7. Triomphe de la technique ;
8. Le Pays sans étoile (3e album) ;
9. Bienvenue sur Alflolol (4e album) ;
10. Les Oiseaux du Maître (5e album) ;
11. Sur les terres truquées (7e album) ;
12. Les Héros de l'équinoxe (8e album) ;
13. Les Armes vivantes (14e album) ;
14. Otages de l'Ultralum (16e album) ;
15. L'Orphelin des astres (17e album).

Ces aventures peuvent se lire indépendamment les unes des autres sans avoir à respecter un fil chronologique.
- Hors cycles, deux hors séries présentés comme une somme de résumés sous la forme de mini récits sans titre :

1. Souvenirs de futurs (retitré L'avenir est avancé, volume 1) ;
2. L'avenir est avancé, volume 2.

Dans ce dernier volume, le vingt-troisième et dernier album, les auteurs nous proposent, en fait, une nouvelle fin qui boucle la série et expliquerait toute l'histoire. Valérian et Laureline, qui se sont retrouvés, enfants, au XXIe siècle, et adoptés par monsieur Albert (le 21e album), sont rappelés à Galaxity par le Consec de Point central. Ils retrouveraient leur taille adulte dans le saut temporel organisé par les Shingouz au XXXXIe siècle.
- Neuf autres hors séries complètent l'univers de la série :

1. Mézières et Christin avec… (1984), reprenant Les Mauvais Rêves[N 23] et un inédit, une bande dessinée vidéo Les Astéroïdes de Shimballil ;
2. Les Habitants du ciel (1991), un atlas encyclopédique cosmique (3 éditions revues et augmentées)[123] ;
3. Pilote - Spécial Valérian (2017), ouvrage célébrant le cinquantenaire de la parution de Valérian dans Pilote[124] ;
4. Le Guide des mille planètes (2017), un abécédaire thématique sur l'univers de la série[125] ;
5. Les Extras de Mézières (1995), regroupant toute sorte de dessins de la série ;
6. Les Extras de Mézières - Mon Cinquième élément (1998), regroupant des dessins du film comme les voitures volantes ;
7. Tout l'art du film Valérian et la cité des mille planètes (2017), ouvrage consacré à la création du film Valérian et la cité des mille planètes[126] ;
8. L'Art de Mézières (2021), son livre testament publié quatre mois avant sa mort, ouvrage faisant le point sur toute l'œuvre de Mézières ;
9. Mézières, Étoile du 9e Art (2024), publié à l'occasion de l'exposition rétrospective au Château de Voltaire à Ferney-Voltaire.

### Publication des aventures
Valérian paraît pour la première fois dans le no 420 de Pilote du 9 novembre 1967. L'histoire est publiée à raison de deux planches par semaine. La série ne quittera jamais les pages de Pilote tant qu'il paraîtra et quel que soit son rythme de publication. Quand le journal adopte une périodicité mensuelle en 1974, Valérian est publié au rythme de 12 planches par mois (y compris les planches de résumé), sauf pour celles du diptyque Inverloch-Hypsis qui le seront sur un rythme de 6 planches par mois. Sur les frontières n'est pas publié dans Pilote & Charlie mais prépublié dans France-Soir. Les opus suivants sont directement édités en albums à l'exception de L'Orphelin des astres, qui est pré-publié par Télé Poche en 1998, de Par des temps incertains, en pré-publication dans Okapi à partir de février 2001 et Au bord du Grand Rien entre juin et septembre 2004 dans L'Hebdo, le Monde des ados.
Les sept histoires courtes, qui viennent s'intercaler avant et après L'Empire des mille planètes, permettent aux auteurs d'affirmer leur style. Elles sont publiées dans Super Pocket Pilote entre 1969 et 1970 à raison d'une histoire complète par numéro et éditées en album hors série par Dargaud en 1997.

### Édition des albums
Publiée à l’origine en 1967 dans les pages du journal Pilote, la première aventure ne sera éditée en album par Dargaud qu’en 1970,. Ce premier album ne reprend pas la première histoire Les Mauvais Rêves, le nombre de planches - 30 - est inférieur aux normes de l'époque. C'est la repagination des deux histoires suivantes La Cité des eaux mouvantes et Terres en flammes qui est éditée sous le numéro 1. Ce n'est qu'en 1983 que la première histoire est éditée dans le hors série Mézières et Christin avec… et en 2000, 23 ans après sa publication, qu'elle est éditée en album dans la série normale avec le numéro 0 pour replacer l'histoire dans l'ordre de publication.
En 2010, à la fin de la série Valérian et Laureline, celle-ci comprend 30 aventures publiées en 22 albums (du "zéroième" au 21e album) et un hors-série (Par les chemins de l'espace). Les amoureux de la série redoutaient la fin d’une belle aventure, mais en 2010, Jean-Claude Mézières et Pierre Christin ont alors 72 ans et la série a 43 ans. Quant à Valérian et Laureline, ils sont toujours aussi jeunes, le temps n’a pas de prise sur eux, ils retombent même en enfance à la fin de la série. En 1977 déjà, alors qu’elle n’avait que 10 ans, c’était la série de bande dessinée qui avait duré le plus longtemps avec les mêmes auteurs. Astérix par René Goscinny et Albert Uderzo ou Blueberry par Jean-Michel Charlier et Jean Giraud, ami d’études de Mézières, créées toutes deux quatre ans avant Valérian l’ont dépassée en 2014, mais ces deux séries avaient alors malheureusement perdu leur scénariste.
Après une tentative avortée dans la collection Omnibus de Dargaud, en 1986 et 1988, des aventures de Valérian et Laureline dans une édition complète, une nouvelle édition intégrale est publiée à partir de 2007 à raison d'un volume par an.

#### Tirage des éditions
Il n'existe pas de chiffres officiels des tirages des différents albums de Valérian et Laureline. La série fait partie des cinq plus grosses ventes d'albums de bandes dessinées dites franco-belges de son éditeur Dargaud. Stan Barets cite le nombre de plus de 2 500 000 exemplaires pour l'ensemble de la série. Mézières estime le tirage d'une première édition à 100 000 exemplaires auxquels s'ajoutent ensuite les rééditions, l'album La Cité des eaux mouvantes, toutes éditions confondues, aurait été tiré entre 300 000 et 400 000 exemplaires. Il donne aussi le nombre de 25 000 exemplaires pour le tirage de la première édition des Habitants du ciel et comme il restait en stock quelques milliers d'exemplaires, un rhabillage et un supplément Les Habitants du ciel 2 sont venus à bout des invendus.
L'ensemble des 22 albums et 8 hors-séries totalisent 97 éditions et rééditions auxquelles il faut rajouter les 7 éditions de l'intégrale et la réédition de l'intégrale volume 1, soit 105 éditions et rééditions pour 34 albums et hors-séries. Le diptyque Inverloch-Hypsis  est le seul album de Valérian et Laureline édité en tirage de tête, à 1 350 exemplaires.

#### Éditions étrangères
Les aventures de Valérian et Laureline ont été traduites et publiées dans tous les pays en 16 langues (allemand, anglais, brésilien, danois, espagnol, finnois, islandais, italien, japonais, lituanien, néerlandais, norvégien, polonais, portugais, suédois, turc), occasionnant quelquefois des changements de noms.
Valérian et Laureline s’appellent :
- Valerian et Veronique en allemand ;
- Valerian et Laureline en finnois ;
- Valentin et Linda en danois, norvégien et suédois ;
- Varerian et Rōrurinnu (ヴァレリアン ＆ ロールリンヌ) en japonais ;
- Valeriano et Laurelinos en lituanien ;
- Ravian et Laureline en néerlandais ;
- Valerian et Laurelina en polonais.

## Univers de la série

Fresque inspirée par l'univers de Valérian sur le mur d'une usine désaffectée à Nancy.

Les histoires publiées et ensuite éditées en album ont, au fil du temps, créé un univers particulier propre à la série et aux talents inventifs conjugués de Pierre Christin, Jean-Claude Mézières et Évelyne Tranlé.

### Personnages
Christin et Mézières ont créé des personnages aussi « exotiques » les uns que les autres pour donner la réplique à leurs héros. Certains reviennent régulièrement d'histoire en histoire, qu'ils soient principaux ou secondaires.

#### Personnages principaux
- Valérian est originaire de Galaxity, la mégapole terrienne du XXVIIIe siècle, capitale de l'empire galactique terrien. Il est depuis 2713 l'un des agents et sans doute le meilleur élément du Service Spatio-Temporel (SST). Sa mission est de maintenir l’ordre terrien dans l’Univers. Il peut, à l'aide de son vaisseau spatial, parcourir l'immensité de l'espace et effectuer des voyages dans le temps, dans le passé comme dans le futur.

Valérian a un caractère peu trempé. Plutôt dilettante, ce n'est pas vraiment un gagneur et il a l’art de se mettre dans des situations difficiles. Il est présenté un peu comme l'opposé des bons boy-scouts des bandes dessinées franco-belges ou l'antithèse des superhéros des comics américains — auxquels il est d'ailleurs confronté jusqu'à la caricature dans Les Héros de l'équinoxe. Ce profil d'antihéros, qui rend le personnage sympathique, est souvent considéré comme une caractéristique particulièrement attirante de la série.
- Laureline apparaît initialement comme une sauvageonne vivant dans la forêt d'Arelaune, sur la Terre du XIe siècle. Ramenée par Valérian à Galaxity, elle intègre à titre exceptionnel le Service Spatio-Temporel en 2721 et devient sa coéquipière, avant d'être sa compagne. Valérian et Laureline forment rapidement un vrai couple. Des scènes de jalousie dans Brooklyn station terminus cosmos font suite à leur premier baiser dans L'Empire des mille planètes[137] et leur vie commune est officialisée à la première case des Foudres d'Hypsis.

Laureline est une jeune femme de tête, particulièrement décidée, un garçon manqué, au moins égale au héros. Elle sort bien souvent Valérian des guêpiers où, homme d'action plus que de réflexion, il ne manque pas de tomber. Laureline est le contrepoids exact de Valérian, l'un dessine en creux l'autre.
« Laureline dès le début n'est pas un faire-valoir de Valérian. Il nous a semblé important que notre héroïne ait ce côté positif, tête claire, décidée et en même temps des jolies petites fesses », dixit Mézières. Au fil des albums, elle devient l'héroïne centrale de la série à tel point qu'après les Héros de l'équinoxe, Christin cherche, par touches successives, à revaloriser son héros. Mais dans la quadrilogie finale, Laureline laisse passer Valérian pour son employé.
Dans leur quête, Valérian et Laureline ont des alliés fidèles comme Monsieur Albert, les Shingouz, le Schniarfeur, le Transmuteur grognon de Bluxte et Ky-Gaï ; et des ennemis plus ou moins dangereux comme Xombul, la Trinité d’Hypsis, le Triumvirat de Rubanis, le Quatuor Mortis ou les Wolochs.
- Monsieur Albert : habitant le Paris du XXe siècle, il y est le correspondant de Galaxity. Homme délicieux, ayant de l’entregent et rempli de bon sens pratique, il sait organiser des rencontres utiles. Il aide Valérian et Laureline dans toutes leurs aventures terrestres et les accompagne aussi dans quelques négociations planétaires ou cosmiques.
- Les Shingouz : originaires d’une planète aux ressources nulles, hormis le glingue – unique source d’énergie vitale – ils ont émigré, toujours par trois, partout dans le cosmos. L’art de se trouver toujours au bon endroit au bon moment et leur vénalité, alliés à leur manque de sens moral, font d’eux les meilleurs espions du cosmos[139]. Plus ou moins amoureux de Laureline, ils n’hésitent pas à apporter leur aide à nos héros.
- Le Schniarfeur : originaire de la planète Bromn, connue pour son environnement particulièrement concurrentiel, où l’adaptation au milieu en a fait un infect homoncule haineux obligé d’assurer sans relâche sa survie en projetant son crachat destructeur sur tout ce qui passe à sa portée. Cette arme vivante, contrôlée par Valérian grâce à la ligature de sa glande chabounale, qui en fait le plus délicat des amis, est un précieux allié dans les espaces hostiles[139].
- La Trinité d’Hypsis : un ancien flic véreux, un baba-cool défoncé et un juke-box détraqué sont les maîtres intéressés du système solaire, où la Terre ne leur procure que déconvenues. Ils sont un sujet de railleries pour les autres faux dieux, maîtres de l’Univers qui ont leur Olympe sur Hypsis. Mais leur puissance est réelle depuis la disparition de la Terre de Galaxity.
- Le Triumvirat de Rubanis : le colonel Tloc (ou Tlocq), Na Zultra, reine du commerce et S’Traks, patron des gangs, respectivement chef de police corrompu, ex-aventurière des bas-fonds intéressée et ancien chauffeur de limouzingue opportuniste, sont devenus les maîtres de Rubanis après l’annihilation de l’Hyper-Prince. Obnubilés par les richesses, ils sont le bras armé chargé des basses œuvres des Wolochs.
- Les Wolochs : ces blocs de pierre conscients, originaires du Chaos, sont maîtres du Grand Rien. Ils sont leur propre source d’énergie, leur propre véhicule spatial, leur propre arme de destruction massive. Les Wolochs sont l’avenir de l’Univers, ils ne créent pas de civilisation mais toutes les grandes civilisations qui les ont précédés doivent disparaître pour leur laisser place. Ces entités font respecter l’ordre des Pierres.

#### Personnages récurrents
- Le Superintendant : chef des Services de l’Espace-Temps au XXVIIIe siècle ou chef du SST – Service Spatio-Temporel – au XXXIIe siècle, supérieur de Valérian et Laureline, maître suprême de Galaxity. Il organise la mission qui modifie la trame du temps à l’origine de la disparition de la Terre de Galaxity.
- Xombul : superintendant des rêves à Galaxity. À force d’organiser les rêves des autres, il imagine pour lui-même un grand destin, Xombul Ier empereur de Galaxity. Responsable de graves troubles à Galaxity et emprisonné, il s’évadera afin de profiter du cataclysme du XXe siècle pour s’approprier des connaissances scientifiques susceptibles de faire de lui un nouveau maître de l’Univers.
- Sun Rae : jazzman américain dans une première trame de temps, chef d’une bande de pillards dans le New York et le Brasilia du cataclysme du XXe siècle. Dans une deuxième trame de temps, chef de la sécurité d’un centre de recherche en Afrique du Sud en 2001.
- Schroeder : Allemand de Transylvanie, dans une première trame de temps, chercheur dans un super laboratoire souterrain de l’armée américaine au Wyoming, réquisitionné par Xombul avant de se retrouver à l’université de Brasilia lors du cataclysme du XXe siècle. Dans une deuxième trame de temps, chercheur dans un laboratoire souterrain en Roumanie en 2001, il travaille sur la fabrication de clones humains.
- Elmir le marchand : Grand Maître de la Guilde des marchands de Syrte-la-Magnifique, capitale de L'Empire des mille planètes. Il entraîne Valérian et Laureline dans la croisade que la Guilde mène contre les Connaisseurs et c’est leur vaisseau qui donne la victoire à la Guilde. Elmir en est toujours reconnaissant à Valérian et Laureline et il s’inquiète de leur silence depuis qu’ils sont en exploration avec un camion de l’espace au bord du Grand Rien.
- Le Transmuteur grognon de Bluxte : originaire, comme son nom l’indique, de la planète Bluxte, où il multiplie pour son besoin personnel les exquis grelots de l’arbre Phum ou les rarissimes dragées du lac Greuf[139]. Laureline se voit confier cet animal familier pour assurer la multiplication de tous les moyens de paiement de transactions répandus dans le cosmos et principalement à Point Central, tels que perles d’Ebébé, Bloutoks ou Poutibloks.
- Les Super-Héros : Irmgaal de Krahan la planète des grands guerriers noirs, Ortzog de la planète Bournouf l’industrieuse et Blimflim de Malamum la chatoyante planète nature ; ces super-héros doivent affronter les forces de la matière, les monstres du règne animal et les pièges de l’esprit pour espérer devenir le procréateur des enfants de Filène. En 2001, dans une autre trame de temps, ils doivent inculquer le courage, la solidarité et le respect de la nature aux clones fabriqués par Schroeder.
- Kistna : d’une espèce particulièrement rare dans le cosmos, elle croit avoir trouvé un alter ego en la personne de Jal qui ne veut s’unir à elle que pour prendre possession de ses pouvoirs. Elle en meurt mais revit grâce à la métempsycose. Elle rencontre Valérian à la recherche de Laureline. Il mène Kistna, qui cherche son astronef, sur Point Central. C’est là qu’elle retrouve Jal et lui pardonne.
- Jal : membre rescapé du SST – Service Spatio-Temporel – lors de la disparition de la Terre de Galaxity. Il s’approprie les pouvoirs de Kistna pour tenter de provoquer une explosion nucléaire permettant de répliquer le cataclysme de 1986. Après son échec, il devient le gardien à Point Central de la cellule abandonnée par Galaxity, et il y entretient l’astronef de Valérian et Laureline. Il y est rejoint par Elmir le marchand, inquiet du manque de nouvelles de Valérian et Laureline.
- Le Tchoung-Traceur : cet animal volant familier a la particularité d’avoir un sens parfait et une mémoire exacte de la trajectoire permettant, après restitution de ses données de vol, de reconstituer un itinéraire et de retrouver le point de départ de celui-ci[139]. Il est souvent utilisé, même sous forme déshydratée, et d’une grande utilité pour Valérian ou Laureline dans nombre de situations critiques.
- Le Quatuor Mortis : hommes de main sans foi ni loi, experts en tous trafics, contrebandes, armes, extorsions, attentats, commandos, infiltrations et enlèvements, mercenaires du crime, ils louent leurs services à qui les paye. Ils enlèvent le Califon pour le compte des Extralums.
- Frankie et Harry : à l’origine doubles-détectives (siamois) d’un palace de luxe sur l’un des paradis touristiques du cosmos, ils se mettent rapidement au service du Grand Calife d’Iksaladam, alléchés par la forte prime promise à qui retrouvera le Califon. En 2001, ils enquêtent sur Terre, à Paris, au profit de LCF Sat, archange déchu d’Hypsis, qui convoite la société Vivaxis en même temps que la Trinité d’Hypsis. Ils finissent comme agents doubles sur Point Central.
- Ky-Gaï : originaire de la lune de Lieux de Valérian et Laureline, c’est une jeune fille délurée, ingénieuse et curieuse. Au chômage après la faillite de l’usine de scaphandres où elle travaillait comme couturière, elle devient une aide puis une alliée sûre pour Laureline et accessoirement pour Valérian qui lui a transmis le Schniarfeur.

### Lieux
Cette section ne s'appuie pas, ou pas assez, sur des sources secondaires ou tertiaires indépendantes du sujet. Le texte peut contenir des analyses inexactes ou inédites de sources primaires.
Pour l'améliorer, ajoutez-en, ou placez des modèles {{Source secondaire souhaitée}} ou {{Source secondaire nécessaire}} sur les passages mal sourcés. (septembre 2024)
Même si la série se déroule dans l'immensité de l'Univers, il est des planètes ou autres lieux qui reviennent régulièrement dans les histoires ou albums de la série et qui participent de l'univers de Valérian et Laureline.
- Galaxity : mégapole terrienne du XXVIIIe siècle et capitale de l'empire galactique terrien d'après la période noire de l'histoire de la Terre[140].
- Point Central : ville-monde artificielle de l'Univers, constituée de l'assemblage de cellules micro-planétaires reliées de façon quasi fœtale mais que tout sépare de manière souvent létale, autour du ConSec - Conseil de la Salle des écrans - où se retrouvent tous les conflits de l'espace-temps galactique[141]

#### Planètes principales
- Terre : notre Terre, celle de Galaxity au XXVIIIe siècle apr. J.-C., dans les années 2720. Mais c'est aussi celle du XIe siècle, celle de l'an mil, du XXe siècle finissant entre 1980 et 1988, du début du XXIe siècle en 2001 ou encore celle du XXXe siècle en 3005 ou du XXXIIe siècle en 3152[142].
- Syrte-la-Magnifique : empire aux mille planètes, anciennement aux mains des Connaisseurs, rescapés de la première tentative de colonisation de l'Univers par les terriens de Galaxity, qui avaient imposé leur loi aux marchands de la Guilde. Ensuite la Guilde fait de Syrte-la-Magnifique le système planétaire des plus puissants investisseurs à l'ouest de Cassiopé[143].
- Rubanis : planète où se retrouve tous les mauvais penchants de l'Univers, corruption, concussion, prébendes, manipulations, trafics sur lesquels le Triumvirat règne en maître[144]
- Hypsis : planète où résident tous les maîtres de l'Univers. C'est du haut de leur tour que la Trinité veille sur un système solaire où la Terre ne leur procure que désillusion[145].

#### Lieux principaux
- Service Spatio-Temporel : la notion de travail a pratiquement disparue sur Terre. Seuls les technocrates du Service de l'Espace-Temps, dit aussi SST - Service Spatio-Temporel - et ses agents, dont Valérian, ont encore une activité. Ils patrouillent dans l'espace et dans le temps pour assurer le passé, le présent et le futur de la Terre de Galaxity.
- Forêt d’Arelaune : gigantesque forêt ensorcelée à l'ouest de la porte temporelle de l'an mil qui protège, avec le marais dormeur, le château d'Albéric le Vieil. Prisonnier d'un feuille séchée, Valérian y est libéré par la sauvageonne Laureline lors de leur première rencontre.
- Le Grand Rien : « Là où il n'y a plus d'étoiles, où le monde connu s'arrête et où commence l'Univers en formation[146]. » C'est le dernier lieu où aller mais c'est aussi le seul endroit où il est possible de retrouver la Terre de Galaxity.

### Lexique
Pierre Christin avoue que d'imaginer les histoires de Valérian et Laureline en des lieux qui n'existent pas, lui impose un gros travail d'invention lexicale pour nommer tout ce que sa créativité engendre de personnages, d'animaux, de choses et de lieux extra-terrestres.
- Arbre Phum
- Bloutok
- Glande chabounale
- Glingue
- Limouzingue : véhicule volant inventé par Jean-Claude Mézières pour le film Le Cinquième Élément de Luc Besson. Il réutilisera ce type de véhicule dans Les Cercles du pouvoir.
- Perle d'Ebébé
- Poutiblok

## Autour de la série
La notoriété de la bande dessinée, va permettre à Valérian et Laureline de sortir de leurs albums pour se présenter d'une autre façon au public.

### Expositions
Valérian et Laureline comme leurs auteurs ont fait l'objet d'expositions (liste non exhaustive).
- 1985, dans le cadre du Festival international de la bande dessinée d'Angoulême, la reconstitution grandeur nature de l'astronef de Valérian et Laureline accueille une exposition du travail de Mézières et Christin, création de l'affiche du festival ;
- 1996, au musée Destré de Charleroi, capitale de la bande dessinée franco-belge, rétrospective pour les trente ans de la série ;
- 1998, première apparition publique des taxis volants des Cercles du pouvoir, grandeur nature, au festival de la bande dessinée de Colomiers ;
- 1999, exposition Mézières au musée d’art contemporain de Lyon avec création de l'affiche du festival La Bande dessinée de science-fiction – cent millions d'étoiles qui regroupait les œuvres des plus grands dessinateurs de science-fiction[N 30] ;
- 2001, à côté d'une exposition sur la science et les savants fous, une exposition Valérian-Mézières avec des sculptures céramiques dans le cadre du 18e Festival BD de Sierre en Suisse animée par un Valérian et une Laureline en chair et en os ;
- 2002, exposition Mézières avec création d'une sérigraphie dans le cadre du festival international de science-fiction Utopiales à Nantes ;
- 2005, 23e fête de la BD du Pays de Montbéliard à Audincourt, rétrospective Valérian et Mézières ;
- 2008, XXVe salon de printemps de Ozoir-la-Ferrière, exposition rétrospective Jean-Claude Mézières ;
- 2009, rencontres du 9e art d'Aix-en-Provence, exposition Dans l'univers de Mézières ;
- 2010, du 20 janvier au 5 mars, Jean-Claude Mézières et Pierre Christin : tout Valérian et Laureline ! à Gobelins, l’École de l’Image, à Paris ;
- 2010, du 1er au 4 juillet, exposition à la Japan Expo 2010 des couvertures des 26 tomes de la série, de 16 dessins tirés de la préparation du film Le Cinquième Élément de Luc Besson et un tableau comparatif des univers de Star Wars et Valérian ;
- 2013, rétrospective Les Grands Espaces de JC Mézières à la Bfm de Limoges ;
- 2017 : Valérian, de la case à l'écran à la médiathèque l'Alpha d'Angoulême pendant le festival international de la bande dessinée. Outre des planches originales de la série, de nombreux costumes et accessoires de l'adaptation réalisée par Luc Besson sont exposés ;
- 2017-2018, du 13 juin 2017 au 14 janvier 2018, à la Cité des sciences et de l'industrie, Paris (exposition enrichie de réalité augmentée).
- 2024, du 9 février au 30 juin, rétrospective Mézières, Etoile du 9e Art au Château de Voltaire à Ferney-Voltaire

### Manifestations artistiques

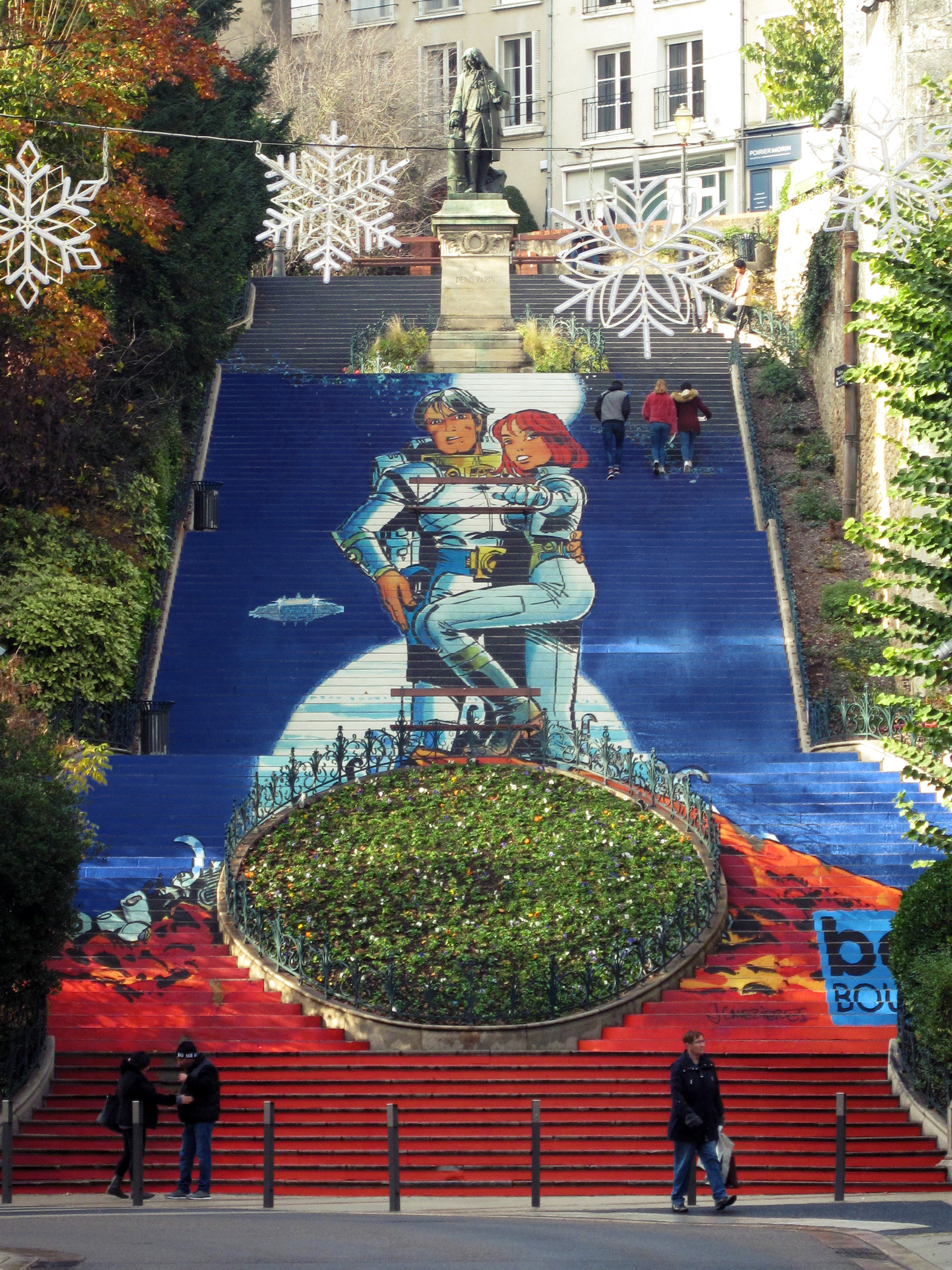
Les deux personnages de la série ont un temps recouvert les 120 contremarches d’un des monuments emblématiques de Blois.

Jean-Claude Mézières a réalisé des scénarisations dans le cadre de manifestations artistiques.
1985, la ville d'Angoulême demande, en plus de l'affiche du salon, à Jean-Claude Mézières, qui a été grand prix de la Ville l'année précédente, un décor pour la ville. Il s'agira d'un mur peint représentant un atterrissage raté de l'astronef de Valérian et Laureline dans le pignon d'une maison. Ce mur peint sera réalisé par les établissements Dauphin.
2004, la ville de Lille a été élue capitale européenne de la culture pour l’année 2004. La municipalité de la ville confie à Jean-Claude Mézières une mise en décor. Celui-ci propose de transformer une rue du centre ville en astroport. La rue Faidherbe est choisie pour devenir Le Chemin des étoiles, constitué de 14 piliers constitués de 5 éléments courbes qui forment au-dessus de la rue 7 arches de 10 mètres de haut. L’inauguration du premier astroport français a lieu le 6 décembre 2003.
Jean-Claude Mézières reprendra son idée pour dessiner le Port-du-Gouffre au bord du Grand Rien.
2018, à l’occasion du festival de bande dessinée bd BOUM à Blois, où l’une des expositions était consacrée à l’œuvre, l’escalier Denis-Papin de la ville est entièrement recouvert d'un dessin de Valérian et Laureline.

### Produits dérivés
Ne sont mentionnés que les produits dérivés en rapport avec la série Valérian et Laureline :
- 1974, par la Seita, 3 boîtes d'allumettes Valérian, Laureline et Vaisseau spatial (tirage inconnu) ;
- 1984, par les éditions Gentiane, 4 cartes postales (tirage inconnu) ;
- 1994, par les éditions Stamp, série de 6 timbres sur Les Cercles du pouvoir, ainsi que la couverture de l'album, en pochette-timbre isolée, tirés à 750 ex. ;
- 1994, ex-libris Les Cercles du pouvoir :
  - pour le club bédéphile de Colmar ALBD 12 non signé (tirage inconnu),
  - pour Durango à 250 ex. non signé,
  - pour Espace BD à 300 ex. non signé,
  - pour Fantasmagories à 250 ex. non signé,
  - pour Forbiden World à 110 ex. non signé ;
  - pour la galerie J.A. Schoofs à 45 ex. non signé ;
- 1994, timbre Les Cercles du pouvoir pour Nation à 200 ex. non signé ;
- 1996, ex-libris Otages de l'Ultralum :
  - pour Alpha BD à 100 ex. non signé,
  - pour Bulle en Stock à 230 ex. non signé,
  - pour Dargaud non signé (tirage inconnu),
  - pour Durango à 250 ex. non signé,
  - pour Espace BD à 300 ex. non signé,
  - pour Fantasmagories à 250 ex. non signé,
  - pour Nation à 100 ex. signé des 3 auteurs ;
- 1997, par le sculpteur Stephan Saint-Emett, statuettes en résine peintes à la main de Valérian et de Laureline, tirées à 250 ex. ;
- 1998, ex-libris L'Orphelin des astres :
  - pour Espace BD à 300 ex. non signé,
  - pour Fantasmagories à 300 ex. non signé,
  - pour Raspoutine 2 modèles à 50 ex. chaque non signé,
  - pour Super Héros non signé (tirage inconnu) ;
- 1999, par les créations Attakus, statuette en résine porcelaine sculptée par l'atelier Bombyx et peinte à la main de Laureline, tirée à 888 ex. ;
- 2000, ex-libris Les Habitants du ciel 2 pour Espace BD signé non numéroté (tirage inconnu) ;
- 2000, par les créations Attakus, statuette en résine porcelaine sculptée par l'atelier Bombyx et peinte à la main du Goumoun, tirée à 888 ex. ;
- 2001, par les créations Attakus, statuette en résine porcelaine sculptée par l'atelier Bombyx et peinte à la main du Schniarfeur, tirée à 888 ex. ;
- 2002, par les créations Attakus, statuette en résine porcelaine sculptée par l'atelier Bombyx et peinte à la main des 3 Shingouzs, tirée à 888 ex. ;
- 2003, par les créations Attakus, statuette en résine porcelaine sculptée par l'atelier Bombyx et peinte à la main de Valérian, tirée à 888 ex. ;
- 2004, Chemin des étoiles, sérigraphie éditée a 100 exemplaires, signée par l'artiste ;
- 2007, par BFB éditions, maquette du vaisseau spatial en résine peinte à la main (tirage inconnu) ;
- 2010, ex-libris L'OuvreTemps pour Nation/BDnet à 250 ex. signé ;
- 2013, dvd du film L'Histoire de la page 52, à 1000 ex. non numérotés avec ex-libris ;
- 2013, dvd du film L'Histoire de la page 52, à 50 ex. numérotés et signés avec ex-libris signé ;
- 2015, portfolio Valérian et Laureline, Galerie Oblique, 18 couvertures, un hors texte n&b et une planche de justificatif, tiré à 125 exemplaires numérotés et signés ;
- 2016, portfolio Les Couleurs de la page 52, Galerie Oblique / Delastre Films, un livret, un DVD, 3 tirés à part et une planche de justificatif, 170 exemplaires numérotés et signés ;
- 2017, 3 figurines de Valérian, Laureline et des Shingouz, à 1000 ex. ;
- 2017, mug Valérian en céramique, 1000 ex. ;
- 2020, portfolio Valérian, Histoire d'une création, Delastre Films, 11 tirés à parts, un DVD et une planche de justificatif, tiré à 50 exemplaires numérotés et signés ;
- 2020, portfolio Valérian, Histoire d'une création, Delastre Films (version hors-commerce), 13 tirés à part tous signés, tiré à 24 exemplaires hors-commerce numérotés et signés (édition spéciale réservée aux partenaires du film documentaire).

### Séries de télévision
Jean-Claude Mézières, dont le style donne la prépondérance à la narration graphique, toujours à la recherche de la mise en page la plus efficace, ne pouvait qu'être attiré par le média télévisuel. Avec Pierre Christin, ils font plusieurs expériences et tentatives de transposition pour ce média de la série Valérian et Laureline. Finalement ils cèdent leurs droits pour une série télévisuelle d'animes franco-japonais dessinée dans le style manga.
1976, Jean-Claude Mézières fait ses premiers essais de dessin animé en Suisse et au centre Pompidou, mais sans suite.
1982, deuxième essai avec l’aide de la société Dargaud. Jean-Claude Mézières fait des dessins en couleurs directes pour réaliser une animation au banc-titres. Quelques minutes réalisées en six mois de travail mais il en reste Les Astéroïdes de Shimballil.
1992, Jean-Claude Mézières et Pierre Christin réalisent un pilote sans suite.
2005, lancement d'une coproduction franco-japonaise dirigée par Philippe Vidal et Eiichi Sato pour la réalisation d'un anime Valérian et Laureline (ヴァレリアン＆ロールリンヌ Varerian ando Rōrurinnu). Cette coproduction regroupe les studios japonais Satelight, les éditions Dargaud et la société de production de Luc Besson, EuropaCorp.
2007, l'anime comporte dans la version française 40 épisodes de 23 minutes et dans la version japonaise 80 épisodes de 12 minutes. La programmation sur la chaîne thématique Canal+ Family commence le 7 novembre 2007, à raison de deux épisodes par semaine.
Valérian et Laureline, sur un scénario de Peter Berts, avec comme co-scénaristes Agnès et Jean-Claude Bartoll, Jean Helpert, Jean-François Henry, Julien Magnat, Éric Rondeaux et Henri Steimensont, est dessinée dans le style manga de Osamu Tezuka par le Français Charles Vaucelles en tant qu’original character-designer et le Japonais Makoto Uno comme character-désigner. Les directeurs d’animation sont Toru Yoshida et Toshiyuki Kubooka. La musique est du Français Alexandre Azaria.
2008, en février des épisodes de l'anime sont mis en ligne sur le site de France 3.
2009, la chaîne Game One rediffuse la série à partir de septembre.
2017, la série est doublée en breton et diffusée par la web-télévision Brezhoweb

### Novellisation
En octobre 2009 paraît, dans la collection « Autres Mondes » des éditions Mango Jeunesse, un roman jeunesse annoncé comme le premier tome des aventures de Valérian et Laureline : Lininil a disparu est écrit par Pierre Christin et sa couverture illustrée par Jean-Claude Mézières
.
Le roman a été réédité par Fleurus en juin 2017 sous le titre Valérian et Laureline : Paradizac, la ville cachée.

### Les aventures deValérian vu par...
Après l’arrêt de la série Valérian et Laureline, les auteurs Pierre Christin et Jean-Claude Mézières décident de confier leurs héros à des scénaristes et des dessinateurs qui répondent à un certain cahier des charges. Surtout pas une suite des aventures de Valérian et Laureline, « mais pour une exécution en figures libres, une relecture d'un univers propice à toutes les interprétations. »
Le premier album de la nouvelle série « Valérian vu par… » est confié aux soins de Manu Larcenet et porte le titre de L'Armure du Jakolass, publié en 2011 chez Dargaud.
Le deuxième album, Shingouzlooz Inc., est dessiné par Mathieu Lauffray et scénarisé par Wilfrid Lupano, publié en septembre 2017 chez Dargaud.
Le troisième album, Là où naissent les histoires, est scénarisé par Pierre Christin et dessiné par Virginie Augustin, publié en septembre 2022 chez Dargaud.

### Filmographie

#### Valérian et la Cité des mille planètespar Luc Besson
Fan de Valérian depuis sa jeunesse — il a d'ailleurs sollicité Jean-Claude Mézières en tant que designer sur Le Cinquième Élément —, Luc Besson s'intéresse depuis des années à l'adaptation de la série au cinéma. En juin 2012, EuropaCorp annonce que le projet est en cours et que Luc Besson écrira le scénario et en assurera la réalisation. La production est lancée en mai 2015, et Besson annonce que Dane DeHaan et Cara Delevingne seront au casting. Clive Owen fait également partie du casting, dans le rôle du commandant Arün Filitt. Le film s'inspire de l'album L'Ambassadeur des Ombres. Le long-métrage est particulier car c'est la production française la plus chère jamais réalisée. La sortie du film a lieu le 26 juillet 2017 en France.

#### L'Histoire de la page 52
L'Histoire de la page 52 est un film documentaire réalisé par Avril Tembouret en 2013, avec Jean-Claude Mézières et Pierre Christin. Il retrace l’intégralité de création d'une planche de Valérian et Laureline (la page 52 de l'album Souvenirs de Futurs), du scénario de Pierre Christin jusqu'aux retouches finales de Jean-Claude Mézières sur la planche achevée. On y voit Jean-Claude Mézières au travail dans l’intimité de son atelier, case après case, durant plusieurs jours. Il questionne son métier et livre en filigrane une leçon de bande dessinée « en temps réel ». Le film a été présenté en avant-première à la rétrospective « Les grands espaces de JC Mézières » et au 41e festival international de la bande dessinée d'Angoulême.
Une suite est sortie en 2016, consacrée à la mise en couleurs de la page 52 et intitulée Les Couleurs de la page 52, avec Jean-Claude Mézières et Evelyne Tranlé, sa coloriste attitrée.

#### Valérian, histoire d'une création
Valérian, histoire d'une création est un film documentaire réalisé par Avril Tembouret en 2017, produit par François Busnel, avec Jean-Claude Mézières, Pierre Christin, Evelyne Tranlé, Enki Bilal et Luc Besson. Le film retrace l'épopée de la série Valérian depuis sa création dans le journal Pilote dans les années 1960, et met au jour comment l'œuvre de Mézières et Christin a bouleversé la science-fiction en bande dessinée.